# Sailor Moon
Pretty Soldier Sailor Moon (美少女戦士セーラームーン Bishōjo Senshi Sērā Mūn ?), conocida como Sailor Moon, es una serie de manga escrita e ilustrada por Naoko Takeuchi en diciembre de 1990. El manga se hizo particularmente famoso por volver a popularizar con gran éxito el subgénero de las chicas mágicas, y sus elementos sentai consiguieron que la aceptación también fuese masiva entre el sector masculino, generalmente menos interesado en este tipo de historias. Fue publicada en la revista japonesa Nakayoshi ("Amigas íntimas") de la editorial Kodansha entre 1992 y 1997 y recopilada en 18 tankōbon (volúmenes).

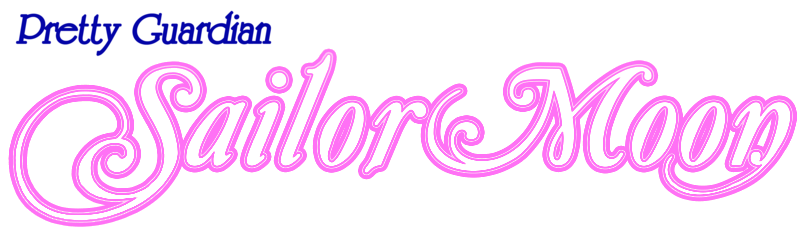
Logo estilizado de Sailor Moon.

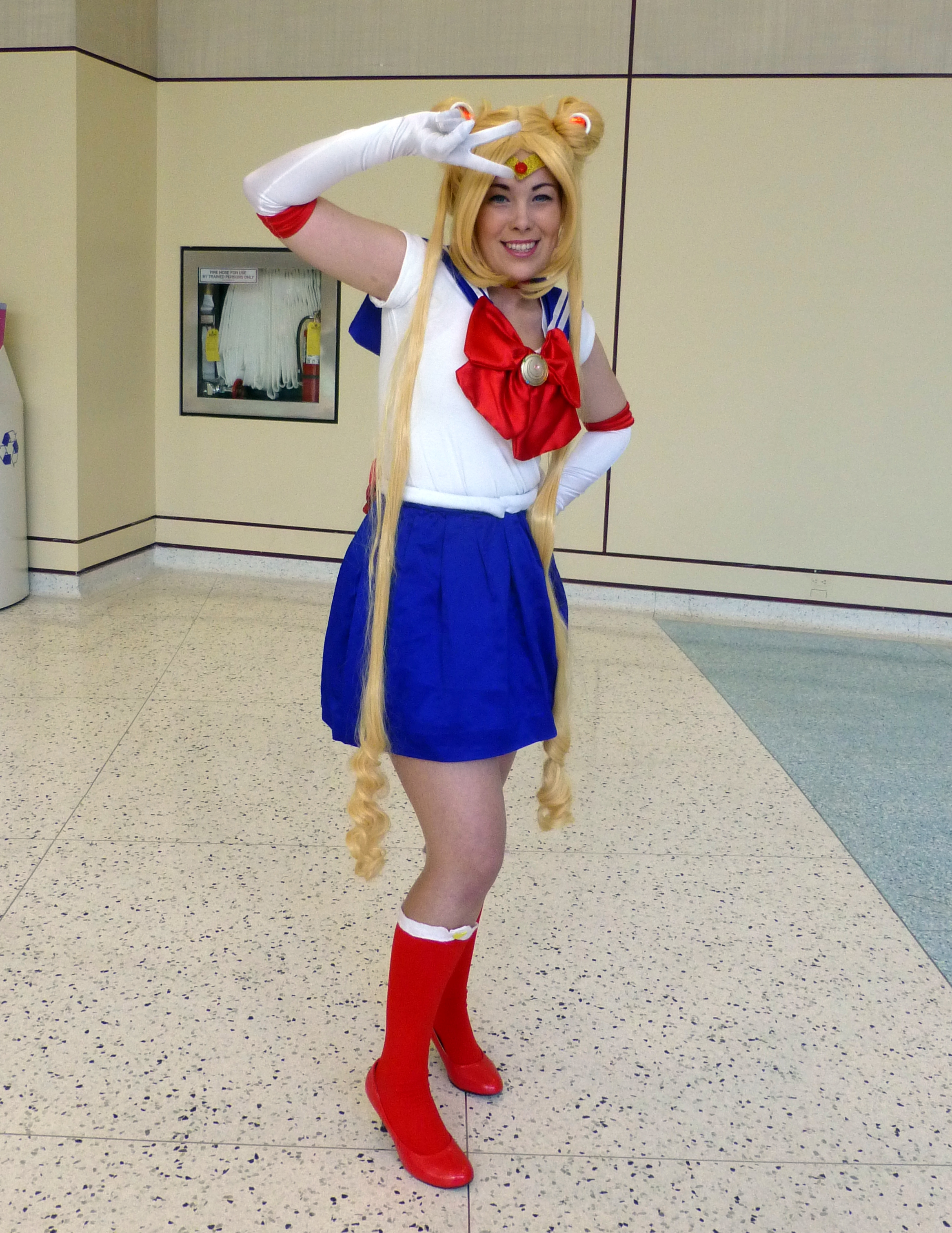
Cosplayer interpretando a Sailor Moon con su traje de la primera temporada.

En principio, Naoko Takeuchi publicó la historia corta Codename wa Sailor V ("Nombre en clave Sailor V") en la revista Run-Run de la misma editorial. La historia gustó tanto que enseguida se hizo la propuesta de realizar una serie de anime. Sin embargo, la autora prefirió añadir más personajes y una trama más sólida. Así surgió la serie Bishōjo Senshi Sailor Moon, secuela de Codename wa Sailor V, que comenzó a publicarse paralelamente y acabó primando sobre esta (la cual finalmente pasó a ser de carácter irregular e incluso fue concluida después de Sailor Moon). Superando en éxito a Codename wa Sailor V, Bishōjo Senshi Sailor Moon saltó al anime casi simultáneamente a su publicación en papel en 1992. Esta primera adaptación animada fue doblada a 42 idiomas (hasta ahora el anime con mayor número de doblajes conocido) y emitida en alrededor de 80 países.[cita requerida] La serie también contó con un buen número de musicales, denominados Sera Myu, así como con una versión de acción real llamada Pretty Guardian Sailor Moon, con 49 capítulos y 6 especiales de vídeo. En 2003 se publicó una reedición de lujo del manga, en doce tankōbon con nuevas portadas y ciertos retoques gráficos y de diálogos.
En Hispanoamérica y los Estados Unidos, la serie llegó por primera vez a finales de la década de 1990. En 1997, la licencia del manga fue adquirida y traducida al inglés en los EE. UU. por la editorial Mixx, que más tarde cambiaría su nombre por el de TOKYOPOP. Esto también posibilitó su publicación en México a través del Grupo Editorial Vid, donde fue comercializado junto a la serie Magic Knight Rayearth en una revista dual, MixxZine. Sin embargo, ninguno de los dos mangas fueron publicados en su totalidad. En España la historia fue íntegramente publicada por la editorial Glénat.
A partir de 2011, tanto el manga como la primera serie de anime fueron objeto de una revalorización, con motivo de la revitalización de la serie en numerosos países dado su vigésimo aniversario. En Italia y los Estados Unidos, GP Publishing y Kodansha USA anunciaron la publicación de la reedición de lujo de 2003 del manga (realizada bajo supervisión personal de la propia autora Naoko Takeuchi). En México, a su vez, se estrenó una edición de lujo de los primeros 23 episodios de la serie animada original, bajo el título de "Sailor Moon Talk Box Moon" y producida por Towers Entertainment. Los siguientes 23 episodios aparecerían al año siguiente, con el nombre de "Talk Box Mercury". En 2012, Norma Editorial lanzó una edición del manga prevista para el 30.º Salón del Cómic de Barcelona. Esta editorial también publicó Pretty Guardian Sailor Moon Short Stories y Codename Sailor V.
En 2012, con motivo de los 20 años de la obra, la autora del manga y Kodansha confirmaron la realización de una segunda adaptación animada más fiel al manga. Esta serie, compuesta de 26 episodios de 23 minutos, se titula Pretty Guardian Sailor Moon Crystal, y su primer episodio se estrenó el 5 de julio de 2014, con un tema de apertura interpretado por el grupo musical Momoiro Clover Z.

## Aspectos de la serie
| «[Usagi] y sus amigas viven vidas escolares normales, pero fuera de clase se transforman en las hermosas, poderosas heroínas de traje llamadas [Sailor Senshi]. Reencarnadas de la realeza del [Milenio de Plata], [sus] nombres y poderes están basados en los planetas del Sistema Solar. Es su deber proteger la Tierra.» —Benjamin Wright, In Power Magazine. |

El mundo ficticio en el que se desarrolla la trama de Sailor Moon está centrado en el concepto de "Sailor Senshi", una especie de justicieras con uniforme de "sailor fuku" (traje de marinero) que constituyen el arquetipo de heroína más característico de la serie. Más allá de su nombre y estilo de vestimenta, sin embargo, las Sailor Senshi no presentan ningún otro rasgo en común con ese epíteto; ya que se muestra que todas ellas luchan contra el mal más bien por medio del "poder de su planeta guardián" (también llamado su "poder estelar"): una facultad mágica y personal, procedente de un exclusivo vínculo místico (que sólo cada una de ellas posee) respecto a un planeta o astro en específico.
Heroínas típicas del género magical girl, generalmente poseen dos identidades: la civil y la guerrera, siendo la conexión entre ambas a veces de carácter secreto. Una Sailor Senshi posee la capacidad de transformarse mágicamente en su alter ego, para obtener así un uniforme personalizado y sus poderes especiales. Sus poderes y nombres de batalla personales (usualmente, formas de gairaigo y wasei-eigo, derivadas de vocablos tomados del inglés) aluden a los planetas (o cuerpos celestes) con los cuales se asocia a cada una de ellas individualmente (por ejemplo, los de "Sailor Mercury" al planeta Mercurio, los de "Sailor Jupiter" al planeta Júpiter, etc.). Estos astros estarían conectados con una parte de su ser, llamada "semilla estelar" o Cristal Sailor, la cual les otorga poderes elementales (basados en correspondencias que la autora tomó de la astrología y filosofía oriental tradicional) y que en algunas versiones les permitiría también a estas guerreras poder renacer, conservando sus habilidades, más de una vez.
La historia de Sailor Moon, configurada con base en los géneros del bildungsroman y del relato del viaje del héroe, narra las aventuras de un grupo de jóvenes adolescentes de la ciudad de Tokio, una vez que descubren su identidad como Sailor Senshi. Estas jóvenes son caracterizadas como las encarnaciones actuales de las Sailor Senshi de los planetas del Sistema Solar (y antiguas integrantes del Milenio de Plata, un reino desaparecido); quienes ahora residen en la Tierra junto a su líder, la protagonista de la obra, en torno a la cual se reúnen para combatir el mal en equipo. Más adelante, un giro argumental de la última temporada de la serie, no obstante, incorpora la existencia de más heroínas del mismo tipo en otras partes de la Vía Láctea.
De acuerdo con declaraciones de la autora, solo las mujeres pueden llevar el título de Sailor Senshi (aunque existe al menos un hombre con un Cristal Sailor: Mamoru Chiba, guardián del planeta Tierra cuya identidad secreta para la batalla es "Tuxedo Mask").

## Producción
Antes de la creación del manga de Sailor Moon, Takeuchi publicó Codename: Sailor V, la cual se centraba en torno al personaje de Minako Aino (alias "Sailor V" o "Sailor Venus"). Según relata, ella concibió la idea a partir de su deseo de crear una serie de "chicas lindas en el espacio exterior", y su editor le pidió que las vistiera con un popular estilo de uniforme escolar japonés, conocido como Sailor fuku; el cual ella también utilizó como base para su uniforme de justicieras. Cuando se propuso la adaptación al anime de Sailor V, el concepto fue modificado para que la protagonista de dicha historia se convirtiera en solo un miembro más de un equipo de jóvenes heroínas, las "Sailor Senshi"; que aunque vestidas al estilo "Sailor" luchaban contra el mal por medio del poder de sus planetas guardianes. La serie manga resultante, Sailor Moon, se convirtió en una fusión del género mágico de chica popular y las series Super Sentai (de las cuales Takeuchi era muy fanática); cuya trama seguía las convenciones del género al enfocarse, inicialmente, en un típico equipo protagónico de cinco guerreras: cada una de ellas con su propio poder especial y cuerpo celeste, y caracterizadas individualmente mediante colores simbólicos y personalizados.
Más adelante, tras incorporar más personajes, la trama rediseñó el nombre para abarcar al conjunto total de justicieras, "Sailor Senshi", como un término que dentro de la serie hacía alusión a su pertenencia a un grupo y origen común (representado por el collar de marinero en sus uniformes). Constituido como una fusión del inglés y el japonés por la creadora de la serie, Naoko Takeuchi, el mismo había surgido originalmente vinculado a una estrategia de marketing; la cual concebía esta denominación como una forma de asociar la historia a dos expresiones muy comunes y familiares para el público adolescente: el ya citado sera fuku (cuyo nombre en wasei-eigo alude tanto al traje de marinero como al popular estilo de uniforme escolar japonés, basado en el mismo) y senshi (que en japonés significa 'soldado' o 'guerrero'). En los primeros siete capítulos, originalmente publicados en Nakayoshi, tanto las justicieras como los villanos solo usaban la expresión "Sailor fuku Senshi" (セーラー服戦士 Sērā fuku senshi?, guerreras de Sailor fuku o "guerreras con uniforme de marinero"); una frase similar a la de "Sailor fuku bijin senshi" (セーラー服 美人戦士 sērā-fuku bijin senshi?, "bella justiciera con traje de marinero"), que se había usado para definir a la protagonista de Codename: Sailor V, en la precuela. Finalmente, dicha frase fue reemplazada, en forma permanente, por la actual "Sailor Senshi" (セーラー戦士 Sērā Senshi?, Guerreras Sailor), a partir del capítulo 8. Como tantos otros vocablos japoneses, la palabra senshi actúa tanto en plural como en singular.
Las conversaciones entre Takeuchi y sus editores inicialmente habían previsto solo una temporada para la obra, cuyo argumento habían empezado a desarrollar un año antes de su publicación. A su vez, la autora también halló su inspiración en la inclusión de aspectos de la astronomía, la astrología, la mitología griega y romana, la mineralogía, los temas elementales del Japón, la moda adolescente, y las travesuras de las colegialas. Pero una vez terminado el trabajo, los editores le preguntaron a Takeuchi si podría continuar. Ella decidió entonces sucesivamente crear cuatro temporadas más, que fueron publicadas casi simultáneamente con su primera adaptación y emisión al aire a través de la serie de anime de los años 90; la cual tenía las cinco temporadas correspondientes y (a menudo) era transmitida con solo un mes o dos de retraso con respecto al manga. Takeuchi también declaró su impresión de que, debido a que el personal de producción de la misma estaba en su mayoría compuesto por hombres, la versión de este primer anime posee «una leve perspectiva masculina».

## Argumento

Insignia que identifica a Sailor Moon.

Nota: El argumento expuesto a continuación pertenece exclusivamente al manga, por ser la historia original, debido a su notable diferencia con el argumento expuesto en el anime. Para ver las diferencias entre anime y manga consultar aquí.

### Primera temporada

#### La aparición de las Sailor Senshi
- Manga: Volúmenes 1 al 3 (capítulos 1 al 12)
- Anime: Episodios 1 al 46

Usagi Tsukino es una adolescente japonesa ordinaria, perezosa, algo torpe y llorona cuya vida cambia para siempre cuando ayuda y se encuentra una gata negra con una marca de Luna creciente en la frente, de nombre "Luna", quien le revela que está destinada a convertirse en una Sailor Senshi con poderes mágicos que debe enfrentarse a las fuerzas del mal. Con ayuda de un amuleto mágico, Usagi es capaz de transformarse en "Sailor Moon", una hermosa y generosa guerrera que defiende a los indefensos en el nombre de la luna.

##### La primera misión de Sailor Moon
En su primera misión debe enfrentarse a una especie de demonio parte del Reino Oscuro, un grupo de villanos que pretenden sumergir al mundo en las tinieblas. Uno de ellos intenta esclavizar a las mujeres de la ciudad al suplantar a la madre de su amiga, una vendedora de joyas. Si bien Usagi consigue usar sus habilidades como "Sailor Moon" para derrotar a la villana, ella es auxiliada por un misterioso héroe llamado Tuxedo Mask; de quien la muchacha se acaba enamorando para el pesar de Luna. Esta le advierte que la misión de Usagi es encontrar a otras Sailor Senshi así como a la figura reencarnada de la Princesa de la Luna, junto con una poderosa piedra mística llamada el Cristal de Plata, para derrotar a los malvados seres que acechan a la Tierra. Durante los sucesivos combates contra el Reino Oscuro, afortunadamente, Sailor Moon logra dar con las otras justicieras; cuatro jóvenes quienes conformarán sus compañeras de equipo: Ami Mizuno como la intelectual "Sailor Mercury", Rei Hino como la apasionada "Sailor Mars", Makoto Kino como la poderosa "Sailor Jupiter" y por último Minako Aino, conocida como "Sailor V" o "Sailor Venus". Conforme las chicas resuelven misiones juntas y se vuelven unidas, Usagi también conoce a Mamoru Chiba, un joven con quien lleva una relación antagónica cada vez que se encuentran; al punto en el que ambos se reclaman y discuten cada vez que se ven.
Cuando Sailor Moon es auxiliada por Tuxedo Mask tras una batalla, sin embargo, el héroe le revela su verdadera identidad como Mamoru y sus intenciones para hacerse con el Cristal de Plata; la joya también buscada por el Reino Oscuro. En un enfrentamiento contra el último sirviente de ese grupo, no obstante, Tuxedo Mask es herido protegiendo a Sailor Moon; con lo cual esta accidentalmente manifiesta desde su interior el Cristal de Plata, revelándose como la renacida princesa de la luna y como la portadora del codiciado cristal. Aun así, la villana reina Beryl aprovecha el momento de conmoción para secuestrar al desfallecido Tuxedo Mask frente a sus ojos. Estos sucesos inesperados fuerzan entonces a la gata Luna a revelar que Usagi y sus compañeras son personas reencarnadas de un próspero reino en la Luna, que fue aniquilado por el Reino Oscuro, hace un largo tiempo atrás. Las chicas, junto con Luna y Artemis, deciden utilizar sus poderes para ir a la Luna.

##### Revelación de vidas pasadas

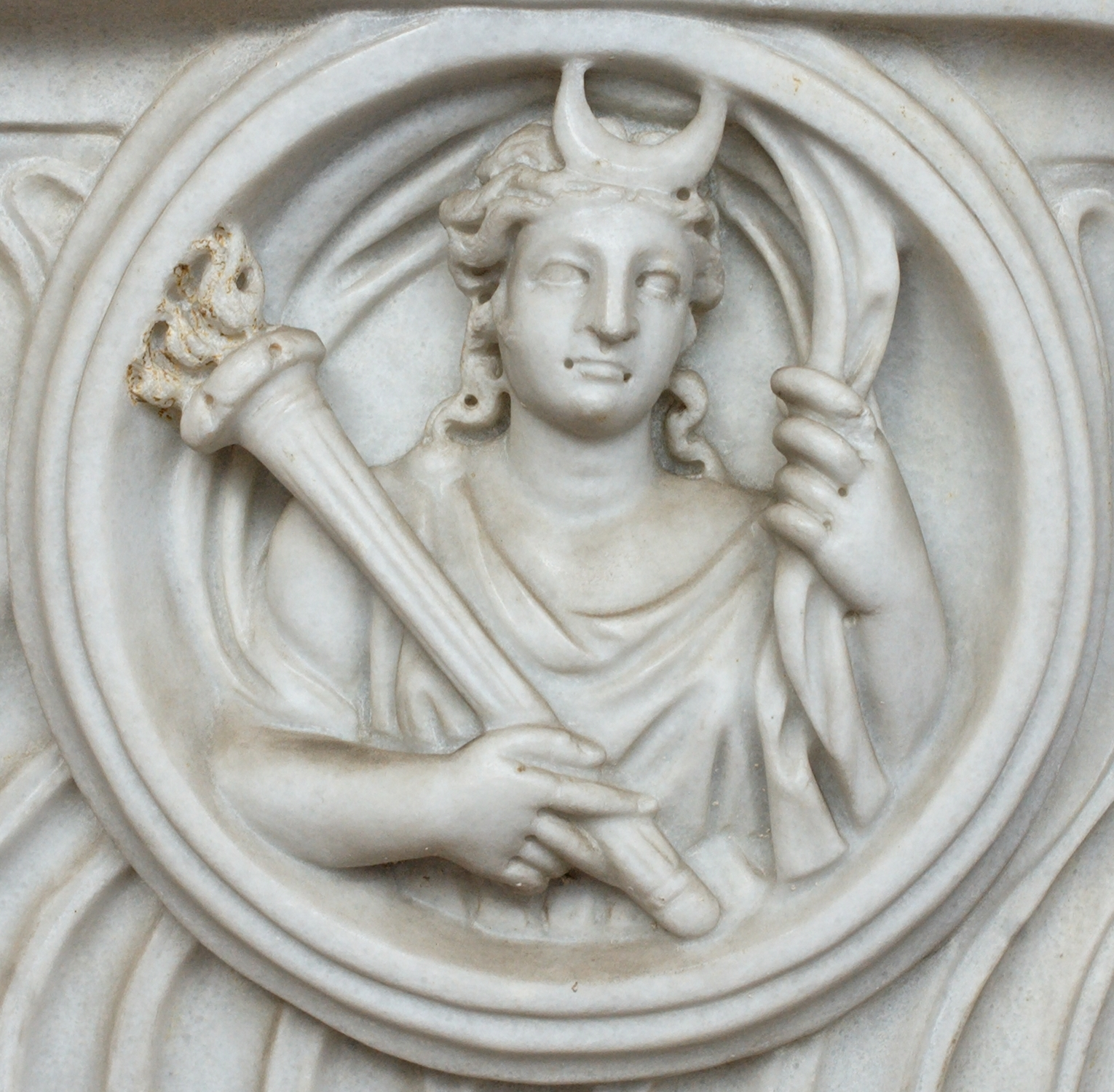
Representación escultórica de la diosa de la Luna, Selene, que en la historia se relaciona con la antigua vida de Usagi.

Según se cuenta, en un pasado remoto, había existido en la Luna un reino llamado el Milenio de Plata. En ese lugar habían vivido Usagi y sus amigas, como la princesa Serenity y sus cuatro guardianas, en una existencia anterior. En esa época, además, la princesa Serenity de la Luna y el príncipe de la Tierra, Endymion, se enamoraron. Sin embargo las malévolas gobernantes del Reino Oscuro, la reina Beryl y una maléfica entidad llamada "Metalia", lograron enemistar a las personas de la Tierra con los habitantes del reino lunar y desatar una gran guerra entre ambos mundos. La última confrontación, que sucedió en la Luna, le habría costado la vida a las Sailor Senshi y a los guerreros del Milenio de Plata, al igual que a Endymion y a la princesa Serenity, que en medio de su dolor decidió suicidarse. Semejantes circunstancias obligaron a la madre de la princesa, la Reina Serenity, a utilizar el poder del Cristal de Plata para sellar a la reina Metalia, restaurar la Tierra y brindarles a los guerreros caídos en combate una nueva y segunda oportunidad por medio de la reencarnación.
La Reina Serenity le vaticina información a Sailor Moon "desempeñarás una importante función a lo largo de toda la historia: (...) el poder del Cristal de Plata, funcionará dependiendo de lo que sienta tu corazón (...) Querida hija, siempre deberás confiar en ti".

##### La batalla contra Metalia
Después de que todo es revelado, las justicieras reconocen que la reencarnación actual del príncipe Endymion es Tuxedo Mask (Mamoru), el gran amor de Usagi. Además, ahora saben que los villanos que ahora amenazan al mundo son los mismos contra los que habrían luchado en el Milenio de Plata. Vuelven a enfrentarlos, solo para descubrir que Beryl y Metalia han hechizado a Mamoru, quien ahora obedece sus órdenes. Bajo el control de ambas, este acorrala a las chicas y les roba el Cristal de Plata junto con una espada encantada, única pista que tienen para derrotar al enemigo.
Esto ocasiona que una nueva batalla se desate. Aunque Beryl es eliminada por Sailor Venus, el poder de Metalia sobre Mamoru no se rompe, y Sailor Moon se ve obligada a matarlo. La muerte del joven entonces la inclina al suicidio, igual a como había ocurrido en su vida pasada. En medio del caos, Metallia logra hacerse con el codiciado Cristal de Plata para sumergir al mundo en la oscuridad.
Ante esta situación de irreparable repetición, el resto de las chicas deciden sacrificar y renunciar a sus poderes por medio de la espada, a cambio de resucitar a Sailor Moon. Como resultado, Sailor Moon y Tuxedo Mask recuperan la conciencia. Luna y Artemis, mientras tanto, siguiendo la profecía, ofrecen una plegaria a la Luna, para que les otorgue su ayuda. Una vez liberado del hechizo, Tuxedo Mask ayuda a Sailor Moon a utilizar todo el poder del Cristal de Plata; consiguiendo sellar a Metalia definitivamente. El palacio del Milenio de Plata en la Luna se reconstruye milagrosamente en el proceso, y las Sailor Senshi son restablecidas. Tuxedo Mask y Usagi deciden ir a la Luna, en donde se encuentran con el espíritu de la Reina Serenity. Usagi le agradece su ayuda y le dice que elige la vida en la Tierra, pues es el hogar de su familia: Mamoru y las chicas. El espíritu de la reina Serenity, agradecido por su triunfo, les proporciona a las Sailor Senshi y a Usagi nuevos poderes. Después de eso, Mamoru y Usagi se reúnen con sus amigas y es así como se restaura la paz en Tokio.

### Segunda temporada

#### La llegada de Chibiusa
- Manga: volúmenes 4 al 7 (actos 13 al 23)
- Anime - (Sailor Moon R): episodios 60 al 89 (El arco de Alan y Ann es exclusivo del anime y abarca de los episodios 47 al 59)

Días después de la derrota de Metallia, las chicas pueden reanudar sus vidas normales, mientras que Usagi y Mamoru se vuelven una pareja oficial. Sin embargo, la historia toma un nuevo giro con la aparición de una niña apodada "Chibiusa".
Esta tiene un inexplicable conocimiento acerca del Cristal de Plata, razón por la cual las chicas desconfían al principio de ella; mientras que la niña se las arregla para quedarse a vivir en la casa de Usagi, fingiendo ser una prima suya. Además, ella es perseguida por un nuevo grupo de enemigos, el grupo Black Moon. Esto acaba por despertar en Mamoru un extraño impulso de protegerla, lo que llena la mente de Usagi de inseguridades y celos.

##### Los nuevos enemigos: Black Moon

Símbolo de la Luna con una orientación opuesta a la del utilizado por la familia de la Luna de las tinieblas.

Mientras tanto, el grupo "Black Moon" envía a cuatro servidoras, las Hermanas Espectrales, a atacar a la gente de Tokio. Cuando las jóvenes heroínas logran sorprenderlas en medio de sus fechorías, otro extraño llamado Rubeos llega para ayudar a las hermanas; secuestrando sucesivamente a tres de las amigas de Usagi. Empieza así una serie de batallas que termina con la muerte de las Cuatro Hermanas Espectrales y con las desapariciones de Sailor Mars, Sailor Mercury y Sailor Jupiter a manos de Rubeos. Desesperados por los recientes sucesos, y sin ninguna respuesta e información sobre ellos, Usagi, Minako y Mamoru saben posteriormente la verdad de todo el asunto por medio de la única persona que conoce la identidad de los recién llegados: Chibiusa. La niña, gracias a la ayuda de su amigaSailor Plut, acaba por teletransportar al grupo de Usagi al lugar de donde ella proviene; el mismo del cual provienen los nuevos malhechores: el mundo del futuro en el siglo XXX.
Una vez en el futuro, se descubre que Chibiusa es la futura hija de Usagi y Mamoru, los cuales con el paso del tiempo se convertirán en reyes soberanos con el nombre de Rey Endymion y Neo Reina Serenity, autores de una gran era de paz y longevidad para toda la humanidad. A pesar de ello, se cuenta que es precisamente en esta época del futuro cuando también surgirá el mencionado clan de "Black Moon"; formado por un grupo de personas llenas de ansias de dominar la Tierra. El grupo de rebeldes, impulsado por un consejero conocido como "Gran Sabio", disiente del estilo de vida y forma de gobierno de Tokio de Cristal y habían rechazado la longevidad y prosperidad. Creen que los gobernantes del nuevo Milenio de Plata, ocasionaron aberraciones, al concederle a la raza humana la longevidad y esperanza de vida. Para ellos, un cuerpo humano debe ser mortal y, lo contrario, representa una amenaza y blasfemia contra Dios. Afirman que todo aquello es una cortina de humo, que alteraba el curso natural y que las intenciones de la Monarquía son diferentes. Ellos provienen de Némesis, un planeta lleno de cristal oscuro. Es allí donde misteriosamente han conseguido un enorme poder, con el cual intentan destronar a la Neo Reina.
Con ese poder han logrado hacer estragos en la Tierra del siglo XXX, dejando a todos heridos y a la Neo Reina Serenity inconsciente; quien fue milagrosamente protegida por el Cristal de Plata al recibir el ataque del Príncipe Diamante. La única persona en salir ilesa, Chibiusa, es la única que sabe dónde está el Cristal de Plata de la Neo Reina, que se perdió al comienzo de la batalla. Chibiusa cuenta entonces cómo decidió escapar, viajando al pasado en busca de la legendaria Sailor Moon del siglo XX, para que esta los ayudase con el poder de su propio cristal, ya que el Rey Endymion le relataba historias a la misma sobre aquella guerrera. En aquel entonces, previo al momento de la invasión a Tokio de Cristal, Chibiusa, objeto de burlas de sus compañeros por su falta de habilidades y poderes - quienes ponían en duda, por tal motivo, su legitimidad como Princesa -, con profunda angustia, había decidido acercarse al Cristal de Plata y tomarlo temporalmente de su lugar en el Palacio; ocasionando que la barrera protectora frente a ataques externos, se inhabilitara. Siendo aquello lo que desencadenó y permitió la invasión del Clan Black Moon. El Rey Endymion explica que, pese a su apariencia, Chibiusa tiene 900 años, y que simplemente un día había dejado de crecer. Del mismo modo, comenta que ellos aguardaban que su proceso madurativo continuase y que esperaban su despertar como Guerrera Sucesora de Sailor Moon. Pero que nunca había ocurrido.

##### Escenarios del futuro: Némesis y Tokio de Cristal
Tras esta explicación, el grupo de Usagi (Sailor Moon) toma como prioridad la protección de Chibiusa, mientras encuentran la forma de salvar a la población de Tokio de Cristal, y de rescatar a sus compañeras raptadas (Mercury, Mars y Jupiter). Luego Chibiusa es interceptada y atacada por un miembro de Black Moon: Esmeralda. Sailor Moon y Tuxedo Mask, con ayuda de Sailor Venus y el rey Endymion, logran rescatar a la pequeña; pero Sailor Moon es secuestrada por el líder enemigo, el Príncipe Diamante, quien se la lleva a su propio castillo en Némesis, luego de inmovilizarla con su Ojo del Mal.
Allí, Diamante le explica a Sailor Moon el objetivo del Clan: la operación "Reinicio", reescribir la historia a su antojo. Por eso, él y el resto de Black Moon habían decidido viajar al pasado, para evitar que los descendientes del Reino de la Luna establecieran su gobierno. Prisionera en el planeta Némesis, y sin poder transformarse en Sailor Moon, porque el reactor Obscuro del planeta anula y absorbe cualquier poder presente allí, queda en soledad. En silencio, Usagi se entristece y piensa por qué no pudo transformarse, debido a su poder: "(...) ¿El Cristal de Plata no funcionó porque mi corazón estaba indeciso? Dejé de confiar en mi... Me volví insegura. Pero yo... Soy la siguiente Reina, es mi deber proteger a la Tierra y a las chicas. No estoy sola. Debo creer en mí y rescatarlas".
Decidida, intenta escapar pero tropieza con el hermano de Diamante, Zafiro; él le echa culpa a Sailor Moon y al Cristal de Plata de todo lo que ocurrido, acusándola de haber enloquecido a su hermano Diamante y provocarle su obsesión. Entonces, Zafiro trata de asesinarla. La Neo Reina Serenity, quien sigue inconsciente en su palacio del planeta Tierra, percibe de alguna manera lo que está ocurriendo y activa desde la distancia el poder del Cristal de Plata de Usagi; lo que provoca que el castillo del clan Black Moon empiece a derrumbarse. Esto, y su determinación, le da a Usagi la oportunidad de transformarse en Sailor Moon, superando y venciendo al poder del Cristal Obscuro de Némesis, logrando liberar a sus amigas capturadas del Salón Obscuro dentro del planeta. En un enfrentamiento cara a cara, la Neo Reina Serenity logra transferir su conciencia al cuerpo de Sailor Moon y hablar a través de ella con el clan Black Moon. Viendo su inmenso poder, Diamante dice que el Cristal de Plata es el causante de todas las guerras: "(...) un poder tan impresionante causa todo tipo de envidias y disputas". La Neo Serenity intenta que Diamante recapacite: "(...) De ninguna manera, el Cristal de Plata preserva la paz y trae amor y tranquilidad al mundo. No pienso aceptar tus retorcidos conocimientos ni tus planes malévolos. No queremos guerras, sino la paz. Abre los ojos de una vez. ¿No se dan cuenta de lo peligroso que es usar el Cristal Obscuro?". Diamante hace caso omiso y sostiene que el amor y la tranquilidad son simples fantasías, que el Cristal de Plata sólo trae el odio y la duda y que es el origen de todas las calamidades.
Mientras el Castillo de Black Moon se derrumba, Sailor Moon pide ayuda a la distancia a Sailor Pluto, logrando cruzar la dimensión temporo-espacial y transportarse a la Puerta del Tiempo, junto con Sailor Mars, Mercury y Júpiter.
Mientras tanto, en la Tierra del siglo XXX, Chibiusa desea ir a ver a Sailor Pluto pero se pierde en el interior de la Puerta del Tiempo; donde es capturada por el consejero de los Black Moon, el Gran Sabio. Tras ir en busca de Chibiusa, Tuxedo Mask también se pierde y cae en manos de una nueva aliada de Black Moon, Black Lady. Esta lo pone bajo un hechizo y lo convierte en su sirviente. Frente a estos hechos, se crea una tormenta en el corredor del Tiempo, anunciando que alguna irregularidad había ocurrido. En medio de la tormenta, Sailor Pluto y el Rey Endymion les informan al grupo sobre la desaparición conjunta de Tuxedo Mask y Sailor ChibiMoon, por lo que se dan cuenta de la urgencia de ir al siglo XXX nuevamente para ver qué estaba sucediendo.
Decidido ya a terminar lo que comenzó, el Gran Sabio hechiza a continuación a Zafiro y a Diamante, para que también obedezcan a Black Lady; enviando después a los cuatro a la Tierra del siglo XXX, con el objetivo de atacar a Sailor Moon y obtener el Cristal de Plata.

##### La batalla por el futuro y el presente

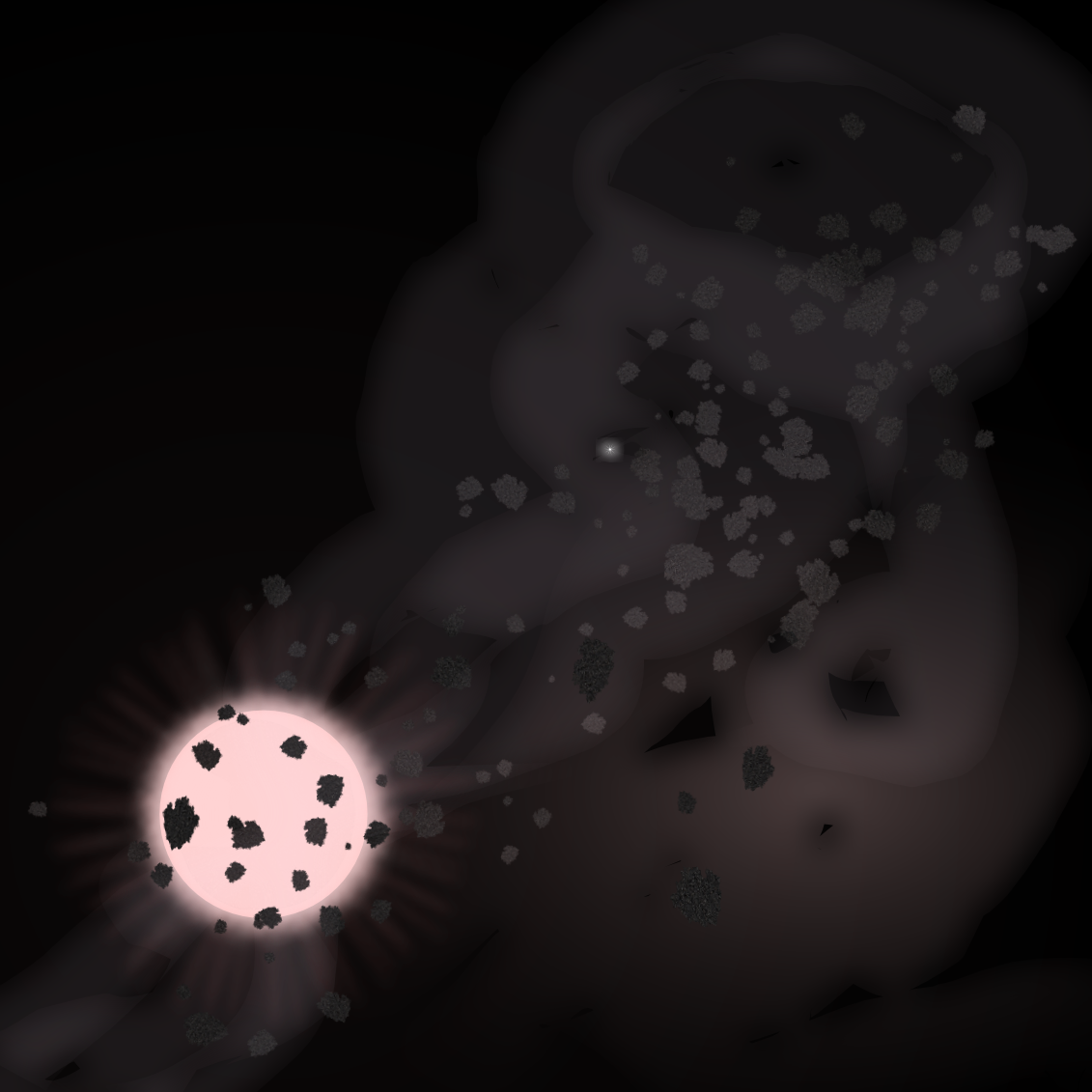
Concepción artística del planeta Némesis, citado como escondite del clan Black Moon en la historia.

En Tokio de Cristal, las Sailor Senshi descubren la verdadera identidad del Gran Sabio. Conocido como el "Fantasma de la Muerte", fue el primer criminal en llevar la marca de Black Moon y en ser desterrado a Némesis por la propia Neo Reina Serenity, por haber corrompido los corazones de los habitantes, y resurgir los asesinatos y masacres.
Un nuevo combate toma lugar cuando deben hacer frente a Zafiro, Diamante y Black Lady. Sin embargo, todo impulso que tienen para luchar se desvanece cuando ven que Black Lady es Chibiusa, transformada en una villana por la magia del Gran Sabio, y asistida también por el hechizado Tuxedo Mask. Black Lady arroja gigantes fragmentos del Cristal Obscuro al Planeta, para acabar prontamente con el mismo. Por si fuera poco, el príncipe Diamante se libera del conjuro y asesina a su hermano Zafiro, en medio de su desengaño; busca dañar al Gran Sabio, pero se evidencia que, en verdad, es un cuerpo inerte. Black Lady les revela que la verdadera forma del Gran Sabio es, en realidad, el planeta Némesis mismo; que aparece en ese instante, distorsionando el tiempo y el espacio, y atacando al Palacio de Cristal. Sailor Moon intenta bloquear los ataques de Némesis, utilizando el Cristal de Plata. Entonces, Diamante se da cuenta de que nunca podría igualar el poder del Cristal de Plata y que todo intento que tuviera para vencerlo, sería en vano. Desquiciado, roba los cristales de plata del pasado y del futuro para intentar unirlos en una paradoja temporal que acabe con el mundo conocido.
Todo parece perdido hasta que, gracias a la gatita Diana, llega Sailor Pluto, quien sacrifica su vida para detener a Diamante, haciendo uso de uno de sus poderes prohibidos (tabúes); el poder de detener el Tiempo. Con esto, logra brindar a Sailor Moon la oportunidad de recuperar los cristales. Su sacrificio, además, logra afectar intensamente a Black Lady; quien recuerda que lo único que quería era tener una amiga y que la había encontrado en Sailor Plut. Así, se convierte de nuevo en Chibiusa y después, por primera vez, en la pequeña justiciera, "Sailor Chibi Moon", despertando finalmente como Sailor scout Al intentar contraatacar, Diamante es derrotado por un ataque combinado de Sailor Moon y Tuxedo Mask. Finalmente, el Gran Sabio se presenta como el Fantasma de la Muerte y atrae hacia Némesis a Sailor Moon, quien invoca a la distancia por su voluntad a Tuxedo Mask, transportándose hasta allí.
La Neo Reina Serenity despierta de su inconsciencia, convoca al Rey Endymion en su forma física y ambos salen del Palacio de Cristal a encontrarse con las cuatro guerreras, Luna, Artemis, Diana y Chibi Moon. Ella explica que el grupo se ha estado enfrentado a un espejismo de Némesis y que Sailor Moon fue arrastrada al planeta original, atrayendo hacia ella a Tuxedo Mask. La Reina le pido ayude a Chibi Moon, quien como miembro de la familia real, podía hacer uso del Cristal de Plata, enviándola hacia Sailor Moon y Tuxedo Mask. Con ayuda de este y de la pequeña Chibi Moon (Chibiusa), Sailor Moon destruye al Fantasma de la muerte, fusionado con el desierto planeta Némesis. Como recompensa, todas las Sailor Senshi reciben nuevos poderes de parte de la Neo Reina Serenity, y regresan a su propia época. Usagi y las chicas regresan a sus vidas normales, con la misión de cuidar e instruir a Chibiusa en el camino de convertirse en una "verdadera" Sailor Senshi.

### Tercera temporada

#### El colegio Infinito
- Manga: Volúmenes 8 al 10 (actos 24 al 33)
- Anime - (Sailor Moon S): Episodios 90 al 127

Tras la derrota de Black Moon, las Sailor Senshi tienen la oportunidad de volver a sus vidas comunes y corrientes, mientras cuidan e instruyen a Chibiusa. Entonces sus sospechas son despertadas por una serie de episodios extraños, protagonizados por los alumnos de una escuela llamada el Colegio Infinito ("Mugen"). Los alumnos de ese colegio parecen alterarse, mientras sus cuerpos parecen estar controlados por seres monstruosos. Al estudiar a fondo el asunto, se revela que son los propios alumnos los que están siendo sustituidos por monstruos; lo que provoca que el destino de la humanidad recaiga una vez más en manos de las Sailor Senshi.

##### Entre aliados y enemigos

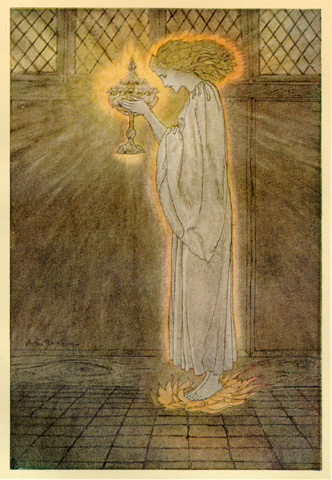
Ilustración del legendario Santo Grial, que aparece en este arco como un objeto de vital importancia.

En Tokio, por otra parte, hay un gran entusiasmo por el regreso de un dúo de excelentes alumnas; una aplicada deportista y corredora de autos Haruka Ten'ō y la aclamada violinista Michiru Kaiō. Estas no tardan en establecer contacto con las protagonistas y Mamoru, y pronto parecen desarrollar un especial interés. Chibiusa entabla una gran amistad con la hija del director del Colegio Infinito, Hotaru Tomoe, una chica introvertida y amable; con quien pasa varios momentos y comparte secretos. Sin embargo el padre de Hotaru, el Profesor Tomoe, sirve a un ser alienígena llamado Faraón 90; quien se propone adueñarse de la Tierra. La meta de este ser es la de cubrir al planeta Tierra y asimilarlo dentro de sí mismo como su nueva morada. A lo largo de la saga, este proceso se conoce como "la Utilización". Después de esto tratará de integrarlo a su sistema planetario natal, "Tau".
Con la ayuda de su asistente, una mujer llamada Kaolinite, el profesor ha estado convirtiendo a los alumnos de su colegio en una especie de monstruos llamados daimons, mediante experimentos; mientras que sus servidoras, las Brujas 5, se preparan para localizar tres talismanes milenarios, siguiendo también las órdenes de Faraón 90.
A través de los sueños, todo el grupo es advertido por una voz que deben reunir los talismanes. A su vez, Mamoru y Usagi tienen visiones difusas sobre el fin del mundo y un ser misterioso, desconociendo si se trata de un Mesías o un enemigo.
Las investigaciones respecto a las actividades ocultas en el colegio Infinito pronto enfrentan a las justicieras sucesivamente con las Brujas 5, que estudian o trabajan allí realizando experimentos para los alienígenas y recolectando almas. Inesperadamente, las jóvenes se encuentran también con otras dos Sailor Senshi; unas desconocidas llamadas "Sailor Uranus" y "Sailor Neptune"; quienes resultan ser las célebres Haruka y Michiru. Posteriormente, éstas se reúnen con la recién reencarnada Sailor Pluto, "Setsuna Meiō", y las tres forman el equipo de las Sailor Senshi del Sistema Solar Externo, para vencer a las restantes Brujas 5 y a la secta a la que ellas sirven, los "Death Busters".
Luego de la aparición de Sailor Pluto, quien destruye a la Bruja Tellu, salvando a las Sailors de su ataque, las tres se anuncian y presentan formalmente ante Sailor Moon - quien se convierte temporalmente en la Princesa Serenity - y el resto del grupo. En ese momento, le piden disculpas por la manera en la que han estado comportándose y explican sus intenciones. Les transmiten que se habían infiltrado como alumnas dentro del Colegio Mugen, para mantener vigilada la zona e intentar extraer información sobre los objetivos de los Death Busters. También dejan en claro que la misión de destruirlos es expresamente suya, ya que los enemigos se habían infiltrado desde el espacio externo, jurisdicción que les pertenece a las tres guardianas, a diferencia de las Sailors del Sistema Solar Interno. De manera que les piden al grupo que no intervengan debido al peligro que supondría para ellos, especialmente luego de haber revelado su identidad ante los enemigos y convertirse en desertoras del Instituto; teniendo la convicción de que el enemigo, por tal motivo, ahora las perseguiría a las tres.
A su vez, les dicen que, a diferencia de las otras cuatro guardianas, a ellas se les habían otorgado armas especiales, con poderes específicos, que las ayudarían a derrotar al enemigo. Siendo dichas armas, los Talismanes: el Espejo de Aguas Profundas de Sailor Neptune, la Espada Del Viento de Sailor Uranus, y la Órbe de Granete de Sailor Pluto.
A pesar de todo, gracias a Sailor Moon, logran resolver sus diferencias y acaban con las Brujas 5, quienes perseguían a Haruka, Michiru y Setsuna, luego de haberlas ubicado. Entonces sus poderes combinados, junto con los poderes de los tres talismanes, invocan inesperadamente un nuevo objeto místico; la copa lunar, que otorga a Sailor Moon el poder de convertirse en una guerrera más fuerte contra los Death Busters: "Súper Sailor Moon".
Como los tres talismanes resonaron entre sí imprevisiblemente y ante la sorpresa de Sailor Uranus, Neptune y Pluto, para el despertar de Súper Sailor Moon, presienten que sus objetos ya se encuentran completamente llenos de poder, estando próximos al fin del mundo. Por lo tanto, deciden explicarle su misión: evitar el surgimiento de un misterioso ser llamado "el dios de la muerte", antes de que este despierte y aniquile el planeta. Sailor Neptune le dice a Sailor Moon que sólo habían visto resonar una única vez a los Talismanes: cuando remotamente el Milenio de Plata fue destruido, mientras ellas observaban ese hecho desde la distancia en el espacio externo, sin poder intervenir - ya que les estaba prohibido abandonar sus planetas y la Puerta del Tiempo-. Neptune explica que mientras el Milenio iba despedazándose, cada uno de los talismanes había comenzado a resonar, y que las tres fueron reunidas y atraídas al Planeta Saturno, donde presenciaron el surgimiento de Sailor Saturn, "la Sailor senshi que nunca debía despertar". Petrificadas, sólo pudieron contemplar cómo Saturn dio uso a su arma, Silence Glaive, acabando con todo el mundo.
Las tres explican que ellas nunca debían reunirse, ya que su reunión convocaría el inminente despertar de Sailor Saturn. Por lo que el haber podido reencarnar en el Planeta Tierra, representaba paradójicamente un peligro. Le avisan al grupo que, de la misma forma que ellas reencarnaron, también lo haría Sailor Saturn, quien se hallaba dormida en Hotaru Tomoe.
Confiadas en que - como había atestiguado previamente todo el grupo-, el futuro sí existe, ellas creen que se debe a que tienen que tomar cartas en el asunto; para que la vida y el futuro continúen, tienen que evitar el fin del mundo. Así, les dicen que su próxima acción será asesinar a Hotaru, para evitar el surgimiento de Sailor Saturn. Ellas le informan al grupo que Hotaru se encontraba próxima a su muerte, debido al estado irreparable de su cuerpo, que había sido artificial y ambiciosamente recompuesto por su padre, el Profesor Tomoe. Explican que el científico no había reconstruido su cuerpo por amor a su hija, sino como ambición personal, maniobrando máleficamente su cuerpo. El grupo pregunta si habría forma de salvar a Hotaru de alguna manera, y Uranus afirma que si despertaba como Sailor Saturn, al ser una Sailor Senshi - llena de poder, como todas-, su cuerpo se restablecería por completo. Pero que, dicho despertar, aunque beneficioso para Hotaru, implicaría el fin del mundo.
Ante esta encrucijada, el grupo se divide, y Sailor Uranus, Sailor Neptune y Sailor Plut, marchan a cumplir su misión.

##### Dos amenazas: Pharaoh 90 y Sailor Saturn
Sailor Chibi Moon se dirige rápidamente a la casa de Hotaru para protegerla pero esta última es poseída por Mistress 9; entidad alienígena que toma el control del cuerpo y espíritu de Hotaru para arrebatarle salvajemente el alma y el cristal de plata de Chibiusa, dejándola en un estado cercano a la muerte. Mamoru logra usar sus poderes para mantener a la niña con vida, mientras que el suceso convence a Sailor Moon y a sus amigas de ir a confrontar al área Omega a los Death Busters. Kaolinite, según órdenes de Mistress 9, invoca una última maldición y envía clones de las Brujas 5 a atacar a las guerreras, en un intento de retrasarlas hasta que Pharaon 90 se encuentre completamente establecido. Al unir fuerzas con Uranus, Pluto y Neptune, las jóvenes derrotan a Kaolinite junto con sus criaturas.

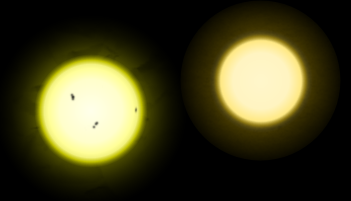
Tau Ceti (derecha) es el sistema solar de donde provienen los Death Busters.

Tras esto, el profesor Tomoe es confrontado por Sailor Moon, Uranus, Neptune y Pluto. Previo a dicho enfrentamiento, Sailor Moon reflexiona sobre la obscuridad y su poder: "En verdad... muero de miedo cada vez que me enfrento a un enemigo. Pienso en todo lo malo que podría ocurrir. ¿Y si me quedara sola? ¿Qué haría?". Allí, las Outers la confortan diciéndole que ellas conocían la soledad, al haber vivido antiguamente en lugares apartados. Pero que el resplandor de la Luna y su Reina y Princesa, siempre las guiaban y eran para ellas un faro de luz y esperanza.
Una vez que llegan a la parte subterránea del Colegio Infinito, ellas eliminan al profesor Tomoe cuando él trata de atacarlas con la apariencia de un monstruoso ser alienígena, Germatoid. Mistress 9, entretanto, le proporciona la energía para iniciar su conquista mundial al líder de la raza extraterrestre, Faraón 90. Entonces, el alma de Hotaru escapa del cuerpo controlado por Mistress 9 y devuelve el alma de Chibiusa, junto con su cristal de plata; dándoles a ella y a Tuxedo Mask la oportunidad de ir también a luchar.
Después, Sailor Moon y las otras ven surgir a Faraón 90 como una masa de lava negra que crece cada vez más, alimentado por la energía robada al Cristal de Plata. Intentan destruirlo con sus ataques, pero sin resultado. Las Sailors del Sistema Externo crean una barrera para detener su expansión, pero pronto es destrozada por la entidad alienígena. En un intento por salvar el Planeta, mientras se hunde en el silencio, Sailor Moon se sacrifica y tira al vacío, sumergiéndose en el interior de la criatura; activando sus poderes para tratar de aniquilarlo desde adentro. Los poderes de su Cristal de Plata y la Copa lunar, combinados, hacen efecto inmediato en los talismanes, que anuncian el despertar de Sailor Saturn.

##### El fin del mundo: un nuevo comienzo
De la misma forma que Mistress 9 surgió de Hotaru, Sailor Saturn surge del interior de Mistress 9. Paralizados, los guerreros creen entonces que ha llegado el fin y que Sailor Moon ha muerto dentro de Faraón 90. Sailor Saturn explica que no formaba parte de la historia que Hotaru sobreviviera al accidente del incendio en su infancia, que ella debía haber muerto, evitando así, su surgimiento a futuro, el de Sailor Saturn. Pero que el Profesor Tomoe había cambiado la historia; afectando el cuerpo de Hotaru al reestablecerlo y al alma de Saturn - que no se suponía que volviera a despertar en esta línea temporal-. Pero que, entonces, fue debido a las casualidades acumuladas y el establecimiento de esas coordenadas del destino las que presagiaron su inminente despertar en algún momento dentro de esta línea temporal, al permitírsele a Hotaru continuar con vida, cuerpo en el que ella reencarnaría, llegado el caso; y que había sido la retorcida mente del Profesor Tomoe la que había atraído en primer lugar a los invasores del exterior al área Omega, zona que presentaba una enorme distorsión del espacio y del tiempo, por el que pudieron filtrarse. Por lo que estaba predestinado su despertar. Pero en un giro inesperado, afirma que, si bien es la Sailor de la Muerte - tal y como las Outers habían visto y atestiguado-, más importante aún (lo que nadie sabía, porque nadie lo había podido presenciar), es que también es la Sailor del Renacimiento; y que, gracias a Sailor Moon, podrían derrotar al enemigo. Saturn, con su poder Death Reborn Revolution, manda a Faraón 90 de regreso a su planeta Tau; liberando a Sailor Moon de las profundidades del monstruo. Con la ayuda de Sailor Pluto, invocan la Puerta del Tiempo para cerrar la dimensión que hace de pasaje entre la Tierra y el planeta Tau, dejando al enemigo y a Sailor Saturn encerrados del otro lado para siempre.
Entristecida por la muerte de Hotaru y la desaparición de Sailor Saturn, no pudiendo evitar sus muertes (uno de los objetivos del grupo, que querían salvarla), Sailor Moon, repentinamente, se transforma en la Neo Reina Serenity; quien usa sus poderes para restaurar la ciudad y traer a Saturn de regreso. Mamoru se da cuenta de que la entidad que habían estado viendo en sueños era, en realidad, la Neo Reina Serenity; quien sería su Mesías. Entonces, Saturn vuelve a aparecer bajo la forma de un bebé, con la marca de Saturno en su frente: se le había concedido una nueva vida, pudiendo reencarnar como Saturn nuevamente, llegado el momento. Las Sailors del Sistema Externo, arrepentidas de sus previas intenciones de asesinar a Hotaru, toman a la criatura y juran criarla hasta que crezca y se convierta en guerrera de nuevo. Al momento de despedirse, Sailor Neptune le otorga a Sailor Chibi Moon su talismán, el espejo de Aguas Profundas, y promete que algún día lo volverán a buscar. Mientras tanto, le piden a Sailor ChibiMoon que cuide de su futura reina. Así, tras afirmarle al grupo que se volverán a ver, desaparecen frente a los ojos de Sailor Moon y las demás. Al visitar los hogares de Haruka, Michiru y Setsuna, Usagi y sus amigas comprueban que realmente se han ido; pero saben que algún día se volverán a reunir.

### Cuarta temporada

#### La venganza de Neherenia
- Manga: Volúmenes 12 al 15 (actos 34 al 42)
- Anime - (Sailor Moon Super S): Episodios 128 al 166
- Película - (Pretty Guardian Sailor Moon Eternal): Dividida en 2 partes

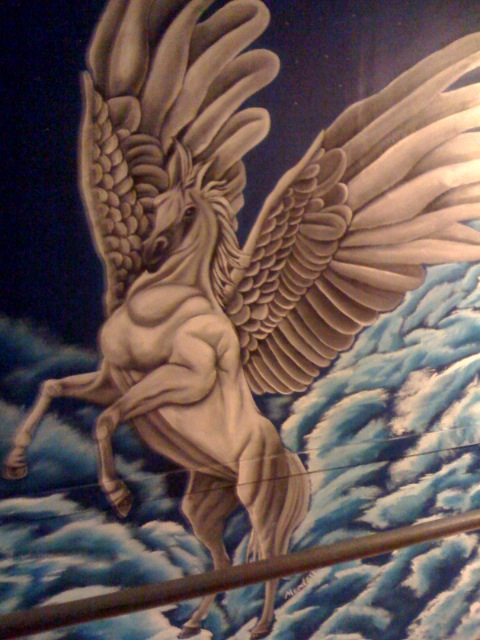
Una ilustración de Pegaso, que en la historia aparece como el alter ego del personaje de Helios

Un nuevo año escolar se inicia. Usagi y sus compañeras se disponen a presenciar un eclipse total de sol a punto de ocurrir. En compañía de Mamoru y Chibiusa, las amigas se reúnen en un extenso parque; repleto ya de gente deseosa de contemplar el evento.

##### Una extraña ensoñación
Durante el eclipse, tanto Usagi como Chibiusa y Mamoru experimentan algo inquietante: los tres ven inesperadamente ante sí a un Pegaso, que les pide ayuda, antes de esfumarse en la nada. Luego, ellos y sus compañeras ven cómo una embarcación espectral, salida del eclipse, baja por los aires hasta la Tierra, para de inmediato desaparecer. Las visiones solo duran un segundo; pero, al mirar a su alrededor, advierten que solo ellos parecen haber visto lo que acaba de ocurrir. Al saber de la llegada de un nuevo circo, el "Circo Dead Moon", formado por la extraña tripulación fantasmal que antes vieran, resuelven mantener vigilado a ese grupo. Gracias a sus poderes psíquicos, Rei percibe un augurio de inminente peligro.
El grupo recuerda a Haruka, Michiru y Setsuna, deseosas de volverse a encontrar. De pronto, las Sailor Senshi son atacadas por un extraño trío, el Trío de amazonas, mientras que Tuxedo Mask (Mamoru) comienza a sufrir una enfermedad sobrenatural en sus pulmones. Las jóvenes empiezan a sospechar que esto está conectado con el circo Dead Moon. Sailor Mars, Mercury y Jupiter derrotan al trío tras obtener nuevos poderes junto con sus Cristales Sailor: Sailor Mars obtiene el suyo de Phobos y Deimos; Mercury y Jupiter, por otra parte, reciben los suyos tras conocer a una especie de extensión o reflejo de ellas mismas, sus guardianas espirituales Guardiana Mercury y Guardiana Júpiter.
Luego del enfrentamiento entre Sailor Júpiter y el cuarteto amazonas, Sailor ChibiMoon es llamada por Helios en busca de su ayuda, ya que las pesadillas o lémures atacan a Mamoru; por lo que Sailor Moon, ChibiMoon y Júpiter se dirigen allí. Una vez derrotadas dichas pesadillas, Helios les explica que Mamoru y él sufren una maldición. Él se presenta, finalmente, como el sacerdote de Elysion, un lugar sagrado en el centro de la Tierra, lugar que sirve como el corazón del planeta desde donde, remotamente, la familia del Príncipe Endymion custodiaba. Les explica que los cuatro elementos funcionan como uno solo y que estén conectados: Mamoru como Príncipe de la Tierra, Elysion como su lugar sagrado, la Tierra en su totalidad y él como el sacerdote de Endymion. Él les pide ayuda para acabar con aquella maldición, establecida por la Reina Nehrenia, una antigua enemiga del Milenio de Plata, del reino de Dead Moon; que había logrado expandir su influencia para vengarse de los descendientes del Reino Lunar. Su propósito es apoderarse del Cristal de Plata para gobernar el Universo completo. A su vez, explica que su cuerpo fue convertido en un pegaso a causa de la maldición, por lo que mediante la utilización de la proyección astral, ha podido salir de su cuerpo para comunicarse con ellos.
Días después, angustiada, al ver que sólo sus compañeras despertaron nuevos poderes místicos y ella no, Minako se cuestiona sus capacidades y habilidades como futura líder entre las 4 guardianas. Después de esto, las jóvenes sorprenden a los del circo hechizando a la audiencia durante sus espectáculos y Sailor Venus obtiene su cristal Sailor de Artemis, convertido en forma humana, para derrotar a otros dos de sus integrantes, Xenotime y Zeolite. Al ser confrontadas directamente por los últimos miembros del circo Dead Moon, el Cuarteto de amazonas, cuatro de las sailor senshi caen en una trampa de este grupo.

##### Reunión de todas las Sailor Senshi
En otro lugar; Haruka, Michiru y Setsuna reflexionan acerca de Hotaru. Esta ha comenzado a crecer y a desarrollar sus poderes a un ritmo acelerado, logrando recordar su identidad como Sailor Saturn. Cuando ella informa que Sailor Moon y las demás están en peligro, las cuatro invocan los poderes de sus Cristales Sailor para convertirse nuevamente en guerreras e ir en ayuda de sus amigos. Hotaru les transmite que ha podido obtener un nuevo despertar y que, desde ahora, la reunión de las 4 no implicaría el final del mundo ni traería la destrucción, pudiendo hacer uso de sus poderes y permanecer juntas.
Una vez que Sailor Mars, Mercury, Venus y Júpiter son liberadas por las Sailor Senshi del sistema solar externo, aparece otra de las figuras detrás de las acciones del Trío y del Cuarteto de amazonas: la bruja Zirconia, quien sirve a la reina Neherenia y decide unirse a la pelea. Como las justicieras pronto reciben la ayuda de Sailor Moon, Chibi Moon y Tuxedo Mask, Zirconia transforma a Sailor Moon y a Tuxedo Mask en dos niños pequeños, intentando ganar tiempo para completar la conquista; pero Helios (en su forma de Pegaso) aparece inesperadamente para llevarse a los pequeños a la tierra de Ilusión, donde vuelven a ser Usagi y Mamoru y regresan a la normalidad. En el mundo exterior, Chibi Moon y Sailor Saturn liberan al Cuarteto de Amazonas del control de Neherenia al hacerles notar que solo están siendo utilizadas. Saturn les advierte que ellas cuatro en verdad tienen un poder oculto, pero que había sido distorsionado por el Circo; olvidando su origen al ceder frente a las pesadillas. Pero Zirconia aparece y encierra al Cuarteto dentro de sus propias bolas de billar (llamadas piedras de las amazonas) tras atrapar a Chibi Moon y Saturn dentro de dos grandes trozos de un espejo, los cuales caen en poder de Neherenia.

##### La tierra de Ilusión

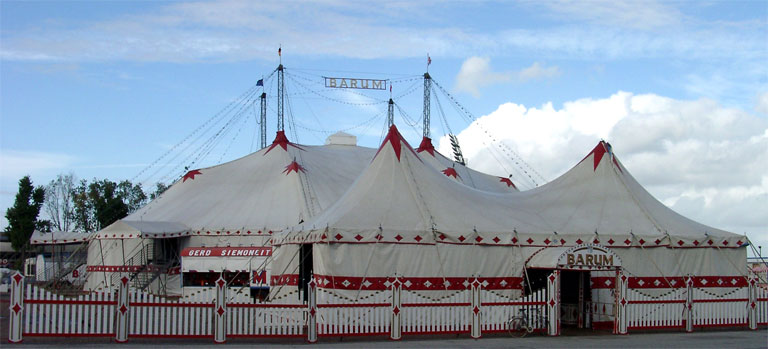
Circo tradicional, similar al disfraz adquirido por Dead Moon.

En el reino de Ilusión, Usagi y Mamoru se encuentran con Helios (la verdadera identidad de Pegaso) así como también con dos jóvenes protectoras del palacio de Ilusión, las Ménades, quienes están sumidas en un profundo sueño a causa de un hechizo. Helios cuenta a Usagi y a Mamoru la historia de este reino así como de su cristal protector, el legendario Cristal Dorado, los cuales han pertenecido al Príncipe Endymion desde épocas remotas. Allí comprenden el origen de la enfermedad de Mamoru, quien al ser el guardián del Planeta Tierra, y al estar éste en profundo riesgo, había empezado a somatizar debido a su conexión íntima. Tras percatarse que el Cristal Dorado es la clave para derrotar a Neherenia, Usagi cree que este puede estar escondido en el interior de Mamoru, como había ocurrido en el pasado con ella misma y su cristal de plata. Sin embargo, antes de poder confirmarlo los tres son atacados por la misma Neherenia, ante lo cual Helios usa todo su poder para expulsarla del lugar sagrado y cae desvanecido. Usagi y Mamoru se transforman de nuevo en Sailor Moon y Tuxedo Mask y vuelven a la superficie con la misión de encontrar el cristal Dorado. Atacados nuevamente por Zirconia, ellos y sus amigos son hechizados con alucinaciones que intentan persuadir a cada miembro del equipo de que todas las demás justicieras han muerto, tentándolas a que abandonaran su misión. Tuxedo Mask, sin caer en el engaño, rompe el encantamiento; tras lo cual Sailor Moon persigue a Zirconia hacia el interior de un espejo obscuro. Allí, se encuentra con la reina Neherenia y con dos de sus propias compañeras cautivas: Sailor Chibi Moon y Sailor Saturn. Al liberarlas, las tres son arrojadas nuevamente al exterior; donde se reúnen con sus compañeros y deciden ir a buscar al enemigo en su nuevo escondite, la tierra secreta de Ilusión, en la Tierra.
Una vez allí, la reina Neherenia, dispuesta ya a revelar el origen de su enemistad, cuenta cómo fue sentenciada al encierro en el interior del espejo: por haber amenazado al Milenio de Plata y profetizado su final el mismo día del nacimiento de la princesa Serenity. Neherenia revela y cuenta que todas poseen el mismo origen; y que ella también compartía el mismo origen que la Reina Serenity, siendo exactamente su contrapartida obscura: "(...) allí donde hay luz, también habrá obscuridad. La luz llama a las tinieblas y las tinieblas llaman a la luz". A su vez, cuenta también que aquel día había maldecido a la Princesa con una muerte prematura. Dicha profecía, se había cumplido, ya que cuando la Reina Metalia había invadido el Milenio de Plata, la Princesa Serenity se había suicidado, luego de ver cómo Endymion perecía. Dicho espejo, pertenecía en verdad a la Reina Serenity; quien, viendo que Neherenia no había acudido en son de paz, decide expulsarla de la Luna, encerrándola allí, en el mundo de la Oscuridad: "(...) Si es paz lo que buscas viniendo a la Luna, entonces sé bienvenida. Pero, si lo que traes son espantosas tinieblas, entonces vete".
Al ver a las Sailor Senshi decididas a combatirla, la gobernante de Dead Moon roba el Cristal de Plata, dejando a Sailor Moon en un estado de debilidad. Sin embargo, Tuxedo Mask recibe nueva ayuda del poder del Cristal Dorado: un objeto mágico que, sin su conocimiento, ha estado en su poder desde los tiempos del antiguo Reino de la Luna. Tras descubrir que este cristal se encuentra dentro de su cuerpo, donde ha permanecido oculto, Tuxedo Mask logra utilizar su poder para invocar al Cristal de Plata de regreso a su dueña. Es decir, que Sailor Moon había sido en realidad quien pudo despertar el poder de Tuxedo Mask, cumpliendo la profecía, y rompiendo el sello del Cristal Dorado.

##### Fin de las pesadillas
Recuperada, Sailor Moon invoca la ayuda de sus amigos para enfrentar a Neherenia. Al oír sus palabras, las otras justicieras se transforman, adoptando su apariencia como princesas de los respectivos planetas. Además, los gatos Luna, Artemis y Diana adquieren forma humana. Las Sailor Senshi, ahora princesas del Sistema Solar, invocan el poder de sus palacios en sus planetas originales, otorgando a Sailor Moon una nueva transformación que le proporciona un mayor nivel de poder (cercano, además, al de la futura Neo Reina Serenity): "Eternal Sailor Moon". Con el poder del Cristal Dorado de Tuxedo Mask, del Cristal de Plata de Chibiusa y de los Cristales Sailor de las diez Sailor Senshi, las princesas también alcanzan la transformación como guerreras "eternal"; mientras que Sailor Moon invoca los poderes de sus aliados para unirlos al suyo en un solo ataque, con el cual logra destruir a Neherenia para siempre. Sailor Moon recuerda un episodio de su antigua infancia como la Princesa Serenity, en el que acudía angustiada a la Reina Serenity, de noche: "Serenity... todos tenemos una estrella en el corazón. La luz y las tinieblas son compañeras de eternidad. Si muestras tus lágrimas porque las tinieblas te asustan... Su poder aumentará y vendrán a atacarte. Y entonces... acabarán por absorber la luz. Serenity, si quieres vencer a las tinieblas y disipar la obscuridad que invada tu corazón, deja resplandecer la estrella que hay en ti. Es tu misión más importante".
Tras la derrota de Neherenia, la tierra de Ilusión se libera de la maldición de Dead Moon, tras lo cual descubren que Helios ha sobrevivido. Agradecido, el joven coloca el Cristal Dorado en un cetro para Tuxedo Mask, provocando que él y Sailor Moon se transformen una vez más. Inesperadamente, los dos juntos adoptan por primera vez su apariencia como el futuro Rey Endymion y la Neo Reina Serenity, y deciden usar su poder para restaurar por completo al planeta de los ataques de Dead Moon. Sailor Moon, ahora transformada en la Neo Reina Serenity, libera también al Cuarteto de Amazonas del interior de las piedras de las amazonas. Con esto, las cuatro amazonas recobran la memoria de su verdadera identidad como guerreras destinadas a convertirse en el Sailor Quartetto, las futuras guardianas de Chibiusa, de la misma manera que Sailor Moon contaba con Sailor Mercury, Sailor Mars, Sailor Júpiter y Sailor Venus. Después los héroes regresan a la superficie, donde al fin Helios se despide de todos. Él promete a la Pequeña Dama que se volverén a encontrar en el futuro. El resto puede, a partir de ahora, volver a vivir tranquilamente. Usagi presiente que, al haberse convertido por primera vez gracias a su propio poder en la Neo Reina Serenity, su coronación como gobernante del Nuevo Milenio de Plata se avecinaría. Usagi le dice a Tuxedo Mask que todos tienen una estrella en su interior (lo que en el siguiente arco seré desarrollado y de vital importancia) y que de allí nacen los poderes que tienen. Usagi eleva una petición al cielo, pidiendo que su Estrella le dé más valor y que su resplandor nunca la abandone.

### Quinta temporada

#### Arco Stars o Shadow Galaxy
- Manga: Volúmenes 16 al 18 (actos 43 al 52)
- Anime - (Sailor Moon Stars): Episodios 167 al 200
- Película: (Sailor Moon Cosmos) 2 partes

Con el reinicio de clases, las jóvenes comienzan a suspirar por un nuevo grupo musical: los Three Lights; grupo formado por los famosos Seiya, Taiki y Yaten. Para Usagi las cosas no parecen del todo felices; ya que su novio, Mamoru, se va de viaje rumbo a los Estados Unidos por todo un año, para realizar un posgrado. También su futura hija, Chibiusa, acaba por regresar al siglo XXX, lo que deja a Usagi con una gran sensación de soledad.
En el momento de la despedida en el aeropuerto, Mamoru tiene una sorpresa para Usagi: un anillo de compromiso, el cual significa que cuando él regrese, se casarán. Su felicidad es interrumpida de forma violenta cuando aparece una mujer extraña, Sailor Galaxia, para robar el Cristal Dorado de Mamoru, matándolo al instante. Usagi entonces cae desmayada. Inconsciente, es asistida por los Three Lights, quienes acaban de arribar a Tokio. Estos tratan de llevarla hasta su casa, pero Usagi se despierta y retorna a su hogar confusamente, aunque por sus propios medios.
Al día siguiente, ella no recuerda nada de lo sucedido. Cuando las chicas le preguntan por Mamoru, solo responde que cree que él partió hacia los Estados Unidos sin dificultad. La melancolía de ella lleva a sus amigas a decidir llevarla al concierto de los Three Lights, con el fin de reanimarla.

##### Las Star Lights
En el concierto sucede algo inesperado: una villana surge de entre el público, identificándose como una Sailor Senshi, Sailor Iron Mouse. Tras atacar a los Three Ligths, afirma que ha venido para robar los Cristales Sailor (es decir, las fuentes de poder) de "otras" Sailor Senshi. Cuando Sailor Moon y los suyos la enfrentan, aparecen otras tres misteriosas guerreras. Ellas son las tres Sailor Starlights: "Sailor Star Fighter", "Sailor Star Maker" y "Sailor Star Healer". Estas acaban con la intrusa para luego desaparecer. Haruka, intentando proteger a Usagi y advertir al resto del grupo, comenta que cree que las Sailor Starlights y los Three Lights son, de alguna manera, las mismas personas. Ante la aparición de todas estas nuevas guerreras, el grupo de Usagi decide comenzar a investigar.
Al volver a su casa, Usagi encuentra allí a una niña desconocida; a quien todos en su hogar ven como un miembro de la familia. Usagi cree que la niña, Chibi Chibi, podría ser una segunda hija de la Neo Reina Serenity (contraparte de Usagi en el siglo XXX), enviada desde el futuro al igual que Chibiusa. Aun así le es imposible confirmarlo. A la mañana siguiente, en el colegio, ella descubre que los Three Lights se han transferido a su escuela y ahora están en su clase.
Cuando uno de ellos, Seiya, se cruza con la joven, él le pregunta por su novio; pero, al pensar en Mamoru, ella experimenta un extraño dolor de cabeza. Usagi luego comenta que la última canción de los Three Lights le ha conmovido el corazón; a lo cual Seiya responde que su música está dedicada una persona muy especial y se pone a cantar. Su canto atrae la atención de aliados y enemigos por igual y hasta ellos llega una nueva Sailor Senshi enemiga: Sailor Aluminum Seiren. Esta se da cuenta de quiénes son y acaba por matar a Sailor Mercury y a Júpiter para apoderarse de sus Cristales Sailor. De inmediato, los Three Lights se transforman en las Sailor Starlights y contraatacan, destruyendo a Aluminum Seiren. Confirmadas las sospechas de que los Three Lights son las tres misteriosas Sailor Senshi que antes las ayudaran, Usagi y sus amigas las interrogan para conocer quiénes son los nuevos enemigos: se trata de las Sailor Animamates de Shadow Galactica; un imperio de guerreras sedientas de poder que responden a una Sailor Senshi "renegada", Sailor Galaxia.

##### Las Sailor Anima Mates y Sailor Galaxia

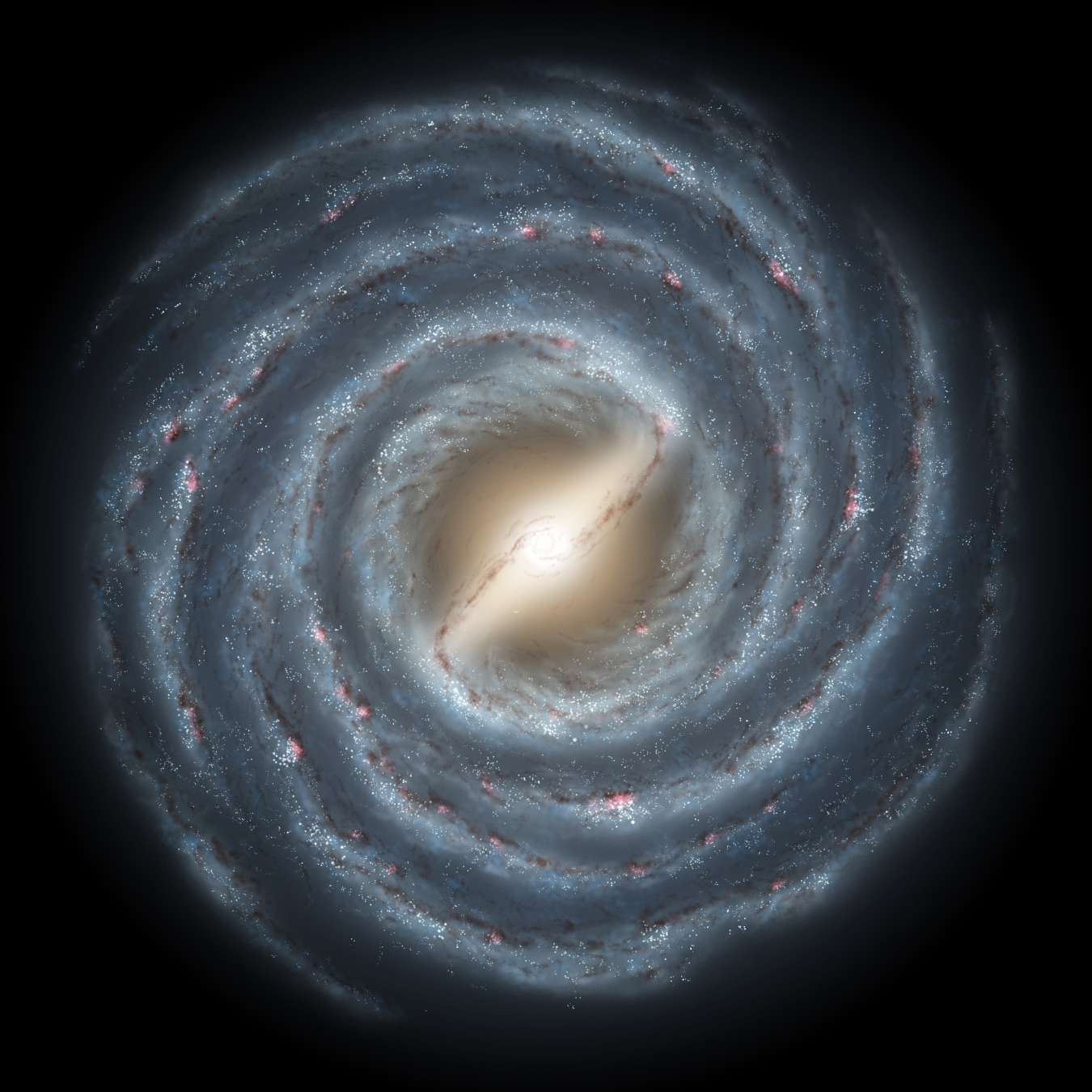
Recreación artística hecha por la NASA de la Vía Láctea. Tanto el manga como el anime de Sailor Moon, Sailor Galaxia representa su guardiana.

Las Starlights explican que los enemigos han matado a Mercury y Jupiter y robado sus fuentes de poder, sus cristales Sailor. Usagi y sus amigas se preguntan si esos cristales serán la clave para revivirlas, por lo que deciden recuperarlos. Los Three Lights les muestran que, al igual que ellas, ellos también son verdaderas Sailor Senshi. Las Sailor Animamates, en cambio, son solo unas impostoras. Mientras tanto, Usagi empieza a tener la extraña sensación de que ha olvidado algo importante.
De repente, al ir al hogar de Sailor Mars, esta y Venus descubren que Fobos y Deimos (las guardianas de Rei) están siendo acorraladas por otra Sailor Animamate, Sailor Lead Crow. Esta conoce a Phobos y Deimos porque proviene del mismo planeta. Traicionó a la guardiana de su mundo, Sailor Coronis, a cambio de que Sailor Galaxia le prometiera el poder de una Sailor Senshi. Lead Crow mata a Phobos y Deimos y se apodera de sus semillas estelares, para luego tomar a Sailor Mars de rehén hasta que Sailor Moon entra en acción, eliminándola. Entonces aparece por sorpresa Sailor Galaxia, matando a Venus y Mars y robando sus cristales. Trastornada por la muerte de sus amigas, esto hace que Usagi recuerde la muerte de Mamoru a manos de Sailor Galaxia, en el aeropuerto, y entre en un completo estado de shock.
Entretanto en el siglo XXX, Chibiusa se entera de que están ocurriendo cambios en el pasado, a nivel espacio-temporal, que ponen en peligro toda la existencia de su mundo. Decidida a auxiliar a sus amigos del siglo XX, resuelve viajar en el tiempo una vez más. Pero de inmediato es detenida por su madre, quien le dice que su entrenamiento en el pasado ha finalizado, y que saltarse en líneas temporales podría producir paradojas irremediables. La llave del tiempo de Chibiusa ya le ha sido devuelta a Sailor Pluto, y nada parece haber para que la Neo Reina Serenity cambie de parecer.
En el presente, Sailor Uranus (Haruka), Neptune (Michiru) y Pluto (Setsuna) se marchan a sus respectivos palacios en sus planetas de origen; con el plan de crear una nueva barrera defensiva para todo el Sistema Solar. Allí, son interrumpidas por otra aparición de Galaxia, quien roba sus cristales, aniquilándolas al igual que a Sailor Saturn (Hotaru), que había ido a socorrerlas posteriormente. Los Three Lights informan a Usagi que provienen de otro sistema planetario, del cual huyeron hacia la Tierra cuando Galaxia los atacó. Además, si bien Mamoru y sus amigas han muerto; su esencia reside en sus cristales; con los cuales, es posible revivir.
En el colegio, una nueva alumna trata de acercarse a Usagi, pero los gatos Luna y Artemis descubren que se trata de otra enemiga: Sailor Tin Nyanko. Ella los ataca en el momento en que Diana, su hija, llega del futuro para defenderlos; hiriéndolos antes de la intervención de Sailor Moon y las Starlights, quienes la obligan a huir.

##### El origen

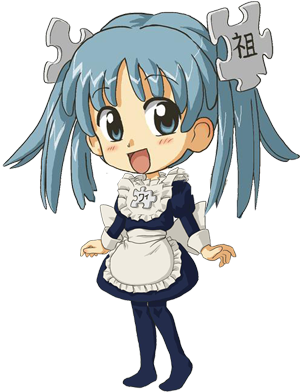
Wikipe-tan dibujada en forma chibi, un estilo similar al adoptado para el diseño del personaje de Chibi Chibi en Sailor Moon.

Los Three Lights descubren un incensario de Chibi Chibi, del interior del cual emerge su Princesa: la Princesa Kakyū, del planeta Kinmoku. Ella es la persona que las Sailor Starlights habían estado buscando. Kakyū cuenta que había permanecido oculta para recuperarse de las heridas letales del ataque de Sailor Galaxia. Además, para sorpresa de Usagi y las Starlights, Chibi Chibi resulta ser también una Sailor Senshi.
Kakyū explica que Sailor Galaxia planea apoderarse de todas las semillas estelares con poderes sobrenaturales en la galaxia; los cristales Sailor. Las semillas estelares son la esencia de vida de los seres vivientes; mientras que los cristales Sailor son un tipo especial, que otorga poderes sobrenaturales y místicos de guerrera "Sailor Senshi" a su poseedora. Las Sailor Animamates son personas ordinarias a quienes Galaxia ha prometido convertir en Sailor Senshi, a cambio de que la ayuden en su causa. Usagi decide confrontar a esta poderosa guerrera, y Kakyū y las Starlights ofrecen guiarla hasta su guarida.
Antes de marcharse, Usagi intenta interrogar a Chibi Chibi, pero su conversación es interrumpida por Sailor Galaxia. Usagi le hace frente, pero acaba perdiendo la conciencia. Entonces, Chibi Chibi le transmite su propio poder; obligando a Galaxia a escapar. En sueños, nuevamente, Usagi tiene otro encuentro con su oponente; quien la reta a ir a la estrella Zero de Sagitario, donde ambas tendrán su enfrentamiento final. Allí, entretanto, Galaxia se reúne con Sailor Tin Nyanko. Inflexible ante el fracaso de Tin Nyanko, acaba con la vida de esta.
A la mañana siguiente, Usagi se reúne con los Three Lights y con Kakyū, con quienes decide ir a los demás planetas del Sistema Solar en busca de Sailor Uranus, Neptune, Saturn y Pluto. Pronto se enteran de lo que ocurrió con ellas cuando miran un video de seguridad. Resuelven partir a la estrella Zero de Sagitario, donde Usagi sabe que Galaxia está esperándola.

##### El río del olvido

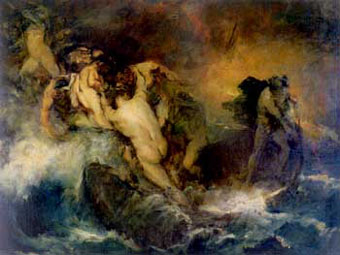
Barca de Caronte, barquero del Río Aqueronte, en el Hades (Inframundo), dentro de la mitología griega. Notable influencia para la autora.

Sailor Moon (Usagi), Chibi Chibi, Kakyū y las tres Sailor Starlights llegan a la estrella Zero de Sagitario, en el centro de la Vía Láctea. Kakyū explica que Sailor Galaxia ha erigido allí su palacio para estar cerca del Caldero Galáctico, el sitio donde nacen las estrellas y semillas estelares de la galaxia, junto con los cristales Sailor. Sailor Moon comprende que todos los seres, las estrellas e incluso ellos mismos, tienen su origen en este lugar sagrado.
Al llegar, se encuentran en un gran desierto; donde son recibidas por Lethe, "el barquero del Río Desierto". Éste se ofrece a llevarlas en su bote. Una vez que ellas suben a bordo, el desierto se convierte en un verdadero río, en cuyas aguas caen las ocupantes, cuando el bote se hunde.
Repentinamente, Usagi despierta sola en un parque; sentada en un columpio y vistiendo sus ropas de estudiante. Ante sí ve a una joven desconocida; quien tiene consigo a Luna, Artemis y Diana. Cuando Usagi no logra recordar quién es y cae en la cuenta de que ha perdido la memoria, la extraña joven mata a los tres gatos.
En el siglo XXX, Chibiusa tiene un presentimiento de lo que le ha ocurrido a Diana. Al ver los cuerpos de Luna y Artemis, agonizantes, su madre cuenta cómo le dio permiso a Diana para que fuera al pasado a investigar la perturbación espacio-temporal. Al ver los cuerpos de Sailor Mercury, Mars, Júpiter y Venus, e incluso a Sailor Pluto y al Rey Endymion, en el mismo estado, Chibiusa ruega volver al siglo XX para ir en ayuda de Sailor Moon y los otros. Al transformarse en Sailor Chibi Moon, ve aparecer ante sí al Sailor Quartetto, quienes se ofrecen a acompañarla. La Neo Reina Serenity, resignada, les da entonces la Llave del Tiempo.
En el presente, Usagi descubre que quien eliminó a Luna, Diana y Artemis es Lethe, el "barquero del río desierto". Éste es en verdad una muchacha llamada Sailor Lethe, la guardiana del Río del Olvido. Esta ha transportado a Usagi al interior de su mundo imaginario, dentro del cual desea aniquilarla; pero su propia compañera, Sailor Mnemosyne, inesperadamente se interpone para evitarlo. Entretanto, Usagi recupera la memoria y se transforma en Sailor Moon. Al romperse la ilusión creada por Sailor Lethe, Sailor Moon logra ver a Kakyū y a sus aliadas flotando en el agua a su alrededor y regresar con ellas a tierra firme. Mnemosyne proporciona a Kakyū y a Chibi Chibi un poco de agua de su Río de la memoria, que posee la facultad de devolver los recuerdos. Sin embargo, las tres Starlights continúan inconscientes.
Sailor Lethe y Mnemosyne explican entonces que ellas han servido a Galaxia con la esperanza de que esta trajera la paz a la Vía Láctea; ante lo cual, Kakyū afirma que Galaxia sólo es capaz de traer muerte y devastación. Lethe responde que Sailor Moon no es una mejor opción, porque el gran poder de esta provoca la codicia y ambición de otros, cayendo en una repetición infinita; por lo cual, mientras ella siga con vida, su existencia solo causará problemas y las guerras jamás terminarían. Al escucharla, Sailor Moon ofrece permitirles tomar su vida sin oponer resistencia; decidida a acabar con la violencia. Conmovidas, Lethe y Mnemosyne deciden dejarlas marchar; pero son descubiertas por otras seguidoras de Galaxia: Sailor Chi y Sailor Phi; quienes las matan y roban sus cristales, junto con los de las desfallecidas Starlights. Sailor Moon, Kakyū y Chibi Chibi las siguen hasta un extraño cementerio, donde las espera la última de las Sailor Animamates: Sailor Heavy Metal Papillon.

##### En la antesala del palacio de Sailor Galaxia
Sailor Heavy Metal Papillon, la última de las Sailor Animamates, ataca a Sailor Moon, Kakyū y Chibi Chibi y las ata a unas cruces de madera, para luego prenderlas fuego. La repentina llegada de Sailor Chibi Moon y el Sailor Quartetto pone fin a sus planes, cuando éstas la derrotan y asisten a los suyos. Retomando la marcha, se reúnen con Sailor Chi y Sailor Phi, quienes mueren tras asesinar a Kakyū. El cuerpo de Kakyū es destruido y su cristal Sailor es robado por un nuevo grupo: Tuxedo Mask y las demás Sailor Senshi del Sistema Solar, que han resucitado gracias a Sailor Galaxia, y ahora se hallan bajo su poder.
Sin otra opción más que luchar, Sailor Moon se enfrenta a ellos en una batalla desigual; donde su ánimo de atacar es mucho menor que el de sus oponentes. Cuando el Sailor Quartetto intenta ayudarla, las cuatro resultan muy malheridas. Sailor Chibi Moon descubre, sin embargo, que no se trata en verdad de sus verdaderos amigos sino de títeres creados por Sailor Galaxia, con su misma apariencia, para confundirlas. La única forma de recuperarlos es, por lo tanto, vencer a las imitaciones. Con esta esperanza, Sailor Moon consigue destruir las copias y entrar en el palacio de Galaxia, en busca de esta y del falso Tuxedo Mask.

##### Batalla final y el destino del Mundo
En el palacio, Sailor Moon es confrontada de nuevo por Galaxia, quien arroja los cristales Sailor de sus amigas dentro del Caldero Primordial. Después arroja también al falso Tuxedo Mask, junto con el cristal Sailor del héroe auténtico. La desaparición del cristal de Tuxedo Mask provoca la inmediata desaparición de Sailor Chibi Moon (su futura hija), ante la mirada impotente de Sailor Moon y Chibi Chibi.
Desmoralizada, Sailor Moon arremete contra Galaxia; quien intenta provocarla a usar toda su fuerza. Su propósito es hacer que Sailor Moon luche contra Caos (o "Chaos"), su enemigo final, con todo su poder; así ambos acaben destruyéndose mutuamente. Aun así, antes de eso, ella es traicionada por el propio Caos; quien interviene para tratar de hacerla caer dentro del Caldero. Sailor Moon la salva al sujetarla de la mano y devolverla a tierra firme. Entonces Caos se presenta ante Sailor Moon, a quien le explica que todos sus grandes enemigos del pasado (la reina Metallia, Death Phantom, Pharaoh 90 y la reina Neherenia) eran en realidad sus "alter egos", manifestaciones y expresiones suyas. "Caos" es el origen de todos los enemigos y todas las guerras que han ocurrido y ocurrirán en la galaxia, destinadas a repetirse. Por lo tanto, Caos es el más poderoso y temible enemigo al que Sailor Moon deberá enfrentar.
Luego de esa revelación, Chibi Chibi dice a Sailor Moon que la única forma de destruir a Caos es destruyendo el Caldero Primordial. Sailor Moon se niega, puesto que sin el caldero no volverán a nacer las semillas estelares; por lo tanto, tampoco habrá nuevos seres ni un porvenir. A cambio de preservar la Vida, ella está dispuesta a aceptarla en todos sus aspectos, tanto en lo malo como en lo bueno. La luz y la obscuridad. Esta decisión causa en Sailor Galaxia una admiración entonces tan intensa, que los brazaletes de sus brazos (cuyo poder ella usaba para hacer el mal) acaban por romperse en pedazos. Tras esto, la propia Galaxia se desvanece con una sonrisa; su cristal Sailor, el Cristal de Saffer, es lo único que queda de ella. Sailor Moon, tomando el cristal, se arroja al interior del Caldero Galáctico, con el objetivo de derrotar a Caos y liberar a todos los cristales Sailor en poder de Caos. A su vez, logra separar a Caos del Caldero.
Las jóvenes del Sailor Quartetto, que estaban inconscientes, despiertan y se encuentran con Chibi Chibi, quien revela finalmente su verdadera identidad como Sailor Cosmos. Las jóvenes observan cómo un radiante haz de luz cruza la Galaxia. Sailor Cosmos les dice que ese haz son los cristales de los guerreros de toda la Galaxia, que han encontrado su forma original y retoman el camino a sus planetas: "(...) en cuanto lleguen a su destino, todas las semillas estelares nacidas de este Caldero, reencontrarán su forma encarnada y crecerán". Así, cuenta que, gracias al sacrificio de Sailor Moon, los cristales Sailor de todas las Sailor Senshi podrán regresar a sus planetas de origen, donde podrán resucitar.
Ellas le preguntan qué ocurrirá con el mundo, con Sailor Moon y con el Cristal de Plata; a lo que Sailor Cosmos responde: "(...) el poder de regeneración de la Galaxia, emana de la unión de todos los cristales sailors; que llegan, entonces, a una plena potencia: la del Cristal Cosmos. Su poder, llamado Poder Lambda, estabiliza al Cosmos entero (...) Yo procedo de un lugar al que descuidadamente abandoné. El último sacrificio de Sailor Moon no es suficiente para la eternidad. No desesperen: su Princesa, al igual que todas las Sailors, ha sido regenerada por el poder Lambda. Ese haz luminoso que ven, las devolverá a ustedes al Siglo XXX. Todas las estrellas nacen aquí, en el Caldero de la Galaxia, y regresan un día. Su amiga se ha lanzado al corazón del Caldero para absorber a Caos y todos los enemigos, que allí encuentran también refugio. Ella se ha disuelto en el Caldero Primordial, con ellos. Pero, gracias a su poder, el Caldero y la Galaxia, han podido encontrar su estado primitivo. Por lo tanto, no ha podido provocar la completa desaparición del Caos. Las masacres se repetirán, al igual que los combates largos y dolorosos. El Caos desencadenará una gran violencia. Hasta ahora, no he podido vencerlo, hacerle frente. Y devolver la paz me costará mucho. En un futuro muy lejano, tendré que luchar con el Caos. Pero yo... lo he abandonado todo. Todavía no he podido entender por qué tuvieron lugar los combates ni cuál era su legitimidad. ¿Qué es lo que tendría que haber hecho yo...? Cada vez que sufría, me preguntaba qué hubiera pasado si Sailor Moon, en el combate, hubiera hecho desaparecer definitivamente al Caldero... ¿Habrían tenido lugar todos los conflictos, todos los sufrimientos? He venido aquí, torturada por los remordimientos, para volver a empezar. Siempre he sufrido por mi soledad, incluso en este Planeta, en esta Tierra. Pero el apoyo y el afecto que Sailor Moon me ha dado, me han hecho escoger el buen camino esta vez. No intentar cambiar el destino. Por fin he comprendido, que me equivoqué: nadie puede destruir el lugar donde nacen las estrellas. Existimos porque existe ese lugar. Volveré a combatir, cuando haga falta. No huiré: siempre iré hacia adelante. Sailor Moon me ha transmitido una inmensa energía; me ha devuelto el coraje para enfrentar lo que sea. De soportarlo todo. Es una fuerza mística invencible que ya había olvidado. La Sailor Moon que hoy ha salvado el universo, es la verdadera Sailor Cosmos. Adquiriendo la fuerza y el coraje para afrontarlo todo, como ella, la verdadera Sailor Cosmos se ha revelado en mí".
Sailor Cosmos envía entonces al Sailor Quartetto de regreso al futuro, asegurándoles que Sailor Chibi Moon también regresará. Mientras tanto, dentro del Caldero Primordial, Usagi se encuentra con todas las chicas y Mamoru; y Chibiusa es atraída hacia el siglo XXX, despidiéndose de Usagi. Entonces, aparece la Guardiana del Cosmos, el espíritu que vela por las semillas estelares; y que, además, es el espíritu mismo del Caldero Madre. Ella le dice que, en otro tiempo, había ido hasta allí con la forma de una estrella perfecta (momento importante, ya que ella se refiere a la madre de la Princesa Serenity, la Reina Serenity; entendiéndose que cuando el Milenio de Plata fue remotamente destruido, ella se había dirigido al Caldero Madre para encontrarse con la Guardiana Cosmos, y utilizar toda su fuerza para que la estrella de su hija, las sailors y todos los habitantes del Reino de Plata pudieran reencarnar). También dice que la Reina - al menos su cuerpo - se había disipado dentro de los Océanos del Caldero. Luego de decirle que ha llegado hasta ella, y que ha unido su destino al del Caldero Madre, le pregunta por su elección: "Sailor Moon... ¿Quieres volver a vivir la historia con un nuevo planeta o quieres conservar esta encarnación y el planeta que has guiado hasta aquí?". Sailor Moon le responde que quiere mantener esa forma, con la de Usagi Tsukino, con todos sus amigos, para construir su futuro, aunque sea difícil. Que esa es la vida que todos ellos desean.
Finalmente, la guardiana Cosmos le dice que la semilla de Caos y la guardiana Caos acaban de disiparse en su forma mínima dentro del Caldero Primordial; que ambos son pequeños - rodeados en el Caldero por una infinidad de estrellas-, por lo que sería difícil encontrarlos y que lo más probable es que renacerán un día. Porque allí, las estrellas y absolutamente todo, puede volver a la vida.
Luego de una elipsis final, Usagi y Mamoru dialogan antes de su casamiento. Allí Usagi le dice que siente una nueva estrella y vida dentro de sí; y que, pronto, ambos tendrán una hija. Luego de la boda, Mamoru reflexiona. Sabe que nuevas Sailors y estrellas nacerán, por lo que él y las demás Sailors desaparecerán. Excepto Sailor Moon. Ella será inmortal: la estrella más hermosa brillando en el firmamento de la eternidad.

## Personajes

### Heroínas

#### Usagi Tsukino
Usagi Tsukino (月野 うさぎ Tsukino Usagi?, conocida como "Bunny" en España y "Serena" en América) es la principal protagonista y heroína de la serie; una estudiante que obtiene la habilidad de transformarse en la famosa justiciera protectora del amor y la justicia, Sailor Moon (セーラームーン Sērā Mūn?, en España traducido como "Guerrero Luna"). Si bien en un principio Usagi no era más que una adolescente perezosa, ingenua y un tanto llorona; con el tiempo se vuelve más valiente, decidida y eficaz. Además de que su naturaleza gentil junto a su gran corazón la convierte en la portadora y guardiana del poderoso Cristal de Plata.

#### Ami Mizuno
Ami Mizuno (水野 亜美 Mizuno Ami?,  "Amy" en España y América) es “El ratón de biblioteca” en la escuela de Usagi. Se trata de una chica muy inteligente, con un coeficiente intelectual de 300, capaz de convertirse en Sailor Mercury (セーラーマーキュリー Sērā Mākyurī?, traducido en España como "Guerrero Mercurio"); la justiciera del conocimiento, capaz de controlar el agua en sus estados líquido, sólido, gaseoso, e incluso niebla. Se caracteriza por su timidez y su pasión por el estudio, así como también una necesidad de proteger a los demás. Ella anhela seguir los mismos pasos que su madre en el estudio de la Medicina; es la más analítica del grupo.

#### Rei Hino
Rei Hino (火野 レイ Hino Rei?, a veces conocida como "Rai") es una decidida Miko que tiene la capacidad de convertirse en Sailor Mars (セーラーマーズ Sērā Māzu?, o "Guerrero Marte" en algunas traducciones al español), la guerrera de las llamas y la pasión. Rei tiene habilidades de Onmyōji, entre las que se cuenta la percepción extrasensorial. Es capaz de detectar fuerzas malignas a su alrededor, debilitarlas o expulsarlas; además de poder manipular el fuego como una Sailor Senshi. Mientras en el manga Rei es una chica seria y tranquila, su versión animada es más temperamental, impulsiva y orgullosa; que riñe con frecuencia con Usagi, si bien en el fondo la quiere y admira mucho.

#### Makoto Kino
Makoto Kino (木野 まこと Kino Makoto?, conocida como "Patricia" en España y como "Lita" en América) es una chica de estatura y fortaleza física superior a la media; que puede convertirse en Sailor Jupiter (セーラージュピター Sērā Jupitā?, a veces traducido como "Guerrero Júpiter"), guerrera que controla los relámpagos y los árboles. Al principio, Makoto posee gustos como la cocina y la Jardinería. Sus padres murieron en un accidente aéreo, tras lo cual Makoto tuvo que aprender a vivir y cuidarse sola.
Es una chica sentimental, pero fuerte, que tiene la costumbre de ver en cada muchacho que conoce un parecido con su antiguo senpai.

#### Minako Aino
Minako Aino (愛野 美奈子 Aino Minako?, conocida como "Carola" en España y como "Minako" alias "Mina" en América) es una enamoradiza, vivaz y alegre chica que empieza su carrera de justiciera primero con el nombre de Sailor V y luego como Sailor Venus (セーラーヴィーナス Sērā Vīnasu?, "Guerrero Venus" en España), guerrera que tiene poderes afines al amor y al romance. Muy parecida a Usagi en apariencia (rubia, delgada) y en personalidad (holgazana y amante de los videojuegos); ella es parte del club escolar de voleibol y aspira a convertirse en una cantante ícono de la cultura pop. Minako es, a su vez, la líder de las justicieras que protegen a Sailor Moon y la primera de las protagonistas en convertirse en una Sailor Senshi, gracias a su fiel compañero y amigo, Artemis.

#### Mamoru Chiba
Mamoru Chiba (地場 衛 Chiba Mamoru?, llamado "Armando" en España y "Darien" en América) es un muchacho que se convierte en el héroe Tuxedo Mask (タキシード仮面 Takishīdo Kamen, llamado "El señor del antifaz" en España?), un enmascarado vestido de Frac que con frecuencia aparece para asistir a Sailor Moon durante las batallas. Posee una gran habilidad para usar su sombrero de copa, bastón y demás accesorios como armas de combate, además de una capacidad para la premonición y la retrocognición, especialmente a través de los sueños. Con estas habilidades él ayuda a las Sailor Senshi a largo de toda la serie. Si bien Mamoru es un par de años mayor que Usagi, termina iniciando una relación romántica con ella.

#### Chibi Usa
Chibiusa (ちびうさ Chibi Usa?, conocida como "Rini" en América), es una niña de ojos rojizos y cabello rosado que al principio va al cuarto grado de primaria, si bien es demasiado baja de estatura para su edad. Apareció como una pequeña y misteriosa visitante que empezó a vivir en la casa de Usagi, haciéndose pasar por una prima suya; hasta que se descubre que en realidad, procede del futuro en el siglo 30. Puede convertirse en una Sailor Senshi, Sailor Chibi Moon (セーラーちびムーン Sērā Chibi Mūn?, "Pequeño Guerrero Luna" en España) porque es la futura hija de Usagi y Mamoru. Su relación con Usagi a lo largo de la serie se basa en el cariño de madre-hija que se tienen y una gran rivalidad por las atenciones de Mamoru.

#### Setsuna Meiō
Setsuna Meiō  (冥王 せつな Meiō Setsuna?, conocida también como "Raquel", en España) es un personaje que primero es presentada en su identidad como Sailor Senshi, Sailor Pluto (セーラープルート Sērā Purūto?, a veces traducido como "Sailor Plut" o "Guerrero Plutón"). Sailor Pluto es una guerrera que posee poderes afines al Inframundo y la dimensión del Tiempo. Amiga de Chibiusa, se dedica a cuidar de la "Puerta Espacio-Temporal", una misteriosa estructura que permite viajar al pasado y al futuro. Su misión consiste en no permitir que nadie pase a través de esta puerta para viajar en el tiempo sin permiso, o causar cambios imprevistos en la Historia. Ella parece ser una mujer más madura, severa y solitaria que las demás protagonistas.

#### Haruka Tenn'ōh
Haruka Ten'ō  (天王 はるか Ten'ō Haruka?, llamada "Timmy" en España), una estudiante de preparatoria, es una prodigiosa corredora de carreras profesional. Tiene muchas admiradoras, lo cual se debe en parte a que viste, luce y habla como si fuera un hombre; a diferencia de Makoto, Haruka es la típica "chica butch". Ella puede transformarse en Sailor Uranus (セーラーウラヌス Sērā Uranusu?, "Guerrero Urano" en España), guerrera con el poder del aire, que posee grandes afinidades con el cielo y la dimensión del Espacio, y puede correr "tan velozmente como el viento". Aunque se encuentra en una relación de pareja con Michiru, le gusta coquetear con Usagi y algunas de las otras Sailor Senshi.

#### Michiru Kaiō
Michiru Kaiō  (海王 みちる Kaiō Michiru?, conocida en España como "Vicky"), una estudiante de secundaria, es una muy delicada y talentosa violinista que puede convertirse en Sailor Neptune (セーラーネプチューン Sērā Nepuchūn?, o "Guerrero Neptuno" en algunas traducciones), guerrera que controla las aguas profundas y posee una gran afinidad con los océanos, a diferencia de Sailor Mercury. Al igual que Rei, posee la habilidad de percepción extrasensorial, que finalmente empieza a "canalizar" a través de su talismán, el Espejo de Aguas Profundas. Antes de conocer a Usagi y las demás Michiru trabajaba por su cuenta, al igual que Minako y Setsuna, hasta que conoció a Haruka; quien se convirtió en su principal compañera e incluso su pareja romántica.

#### Hotaru Tomoe
Hotaru Tomoe (土萠 ほたる Tomoe Hotaru?, conocida en España como "Andrea") es una jovencita lógica y formal, quien se hace gran amiga de Chibiusa. Al principio, sufre extraños ataques que se creen a causa de una rara enfermedad. Su vida es muy solitaria; ya que su madre está muerta, no tiene hermanos, y su padre es un gran científico que está siempre ocupado en extraños experimentos. Pronto se descubre que ella puede transformarse en Sailor Saturn (セーラーサターン Sērā Satān?, traducido en España como "Guerrero Saturno"), última guerrera del equipo, que posee afinidades con el Silencio y el Fin del Mundo, además de la capacidad de destruir un planeta por completo. Finalmente, Hotaru es adoptada por Michiru, Haruka y Setsuna.

### Villanos

#### Reino Oscuro
También conocido con el nombre del Negaverso en los diferentes doblajes, es el primer grupo de antagonistas de la serie. Comandados por la Reina Beryl y sus generales, los cuatro reyes celestiales (antiguos subordinados del príncipe Endymion que se encuentran esclavizados por el poder de Metalia -en el manga-) y guiados desde las sombras por la Reina Metalia, este grupo fue el causante principal de la destrucción casi total del antiguo milenio de plata ya que su principal objetivo era y sigue siendo, el querer apoderarse del universo completo. Fueron sellados en aquel entonces por el poder del cristal de plata a costa de la vida de la Reina Serenity. Pero han regresado al siglo XX dispuestos a finalizar lo que comenzaron en el pasado.

#### Clan de Black Moon
Provenientes del futuro siglo XXX, este Clan reside en el planeta "Némesis". En este planeta se encuentra el Cristal Oscuro, cuyo poder es capaz de absorber energía distorsionando el tiempo y el espacio, igual que un agujero negro. Su objetivo es usar dicho poder para conquistar el planeta Tierra. Cuando Chibiusa escapa de su ataque, viajando por el tiempo al siglo XX para pedir la ayuda de Sailor Moon, algunos miembros del clan viajan también al pasado para perseguirla. Entonces ponen en marcha en el siglo XX una serie de tretas, con el propósito de cambiar la Historia.

#### Death Busters o Cazadores de la Muerte
Una organización clandestina cuyo objetivo es entregar la Tierra a la criatura alienígena conocida como Faraón 90. Para lograrlo, deben hallar tres misteriosos talismanes legendarios. El grupo está dirigido por el profesor Tomoe (padre de Hotaru, conocida también como "Sailor Saturn"), quien es asistido por una mujer llamada Kaolinite. Ellos dos emplean a otras cinco mujeres, las Brujas 5, para llevar a cabo sus planes. Su base de operaciones es el Colegio Mugen, también llamado Colegio Infinito, donde tienen un laboratorio subterráneo secreto.

#### Circo Dead Moon
Un día un eclipse solar permite salir parcialmente de su prisión a la reina Neherenia, quien como castigo a su maldad había sido encerrada en un gran espejo largo tiempo atrás por la Reina Serenity, en los tiempos del antiguo Milenio de Plata. Una vez libre, Neherenia dirige sus ambiciones hacia la Tierra y envía a sus seguidores allí a preparar todo para conquistarla. Sus seguidores, entre los que se encuentran la Bruja Zirconia, el Trío y el Cuarteto de Amazonas, fingen ser parte de un circo común y corriente, el "Circo Dead Moon", y llegan a Tokio para dar espectáculos circenses mientras ponen en marcha en secreto los malvados planes de Neherenia para obtener el cristal dorado (anime)/ cristal de plata (manga), ser la gobernante de la tierra y la luna y vengarse del Reino de la Luna.

#### Sailor Galaxia
Tanto en la versión animada como en el manga, las guerreras Sailor Senshi tienen como misión proteger al mundo; pero Sailor Galaxia es una Sailor Senshi que se ha vuelto malvada y desea gobernar la galaxia entera. Para poder hacerlo sin oposición, trata de adueñarse de las semillas estelares (es decir, corazones o espíritus) de todas las demás Sailor Senshi del universo. Por eso envía a sus seguidoras, las Sailor Animamates, al planeta Tierra a robar las semillas estelares de las Sailor Senshi de nuestro Sistema Solar.
Principalmente el de Usagi (Sailor Moon); ya que el cristal de ella, el Cristal de Plata, es el más poderoso y valioso de toda la Vía Láctea.

## Correspondencia de nombres
A continuación la lista de los personajes principales de Sailor Moon y sus nombres en cada versión:
| Sailor Senshi         | Nombre original | Versión mexicana | Versión estadounidense     | Versión española | Versión hongkonesa (alfabeto latino) | Versión francesa | Versión italiana | Versión portuguesa | Versión catalana |
| --------------------- | --------------- | ---------------- | -------------------------- | ---------------- | ------------------------------------ | ---------------- | ---------------- | ------------------ | ---------------- |
| Sailor Moon           | Usagi Tsukino   | Serena Tsukino   | Serena "Bunny" Tsukino6    | Bunny Tsukino    | Yuet Yeah Tue                        | Bunny Rivière    | Bunny            | Bunny Tsukino      | Bunny Tsukino    |
| Sailor Mercury        | Ami Mizuno      | Amy Mizuno       | Amy Anderson / Amy Mizuno4 | Amy Mizuno       | Shiu Yeah Maiah                      | Molly            | Amy              | Ami Mizuno         | Ami Mizuno       |
| Sailor Venus          | Minako Aino5    | Mina Aino        | Mina Aino                  | Carola Aino      | Joi Yeah May Lei                     | Mathilda         | Marta            | Joana Lima         | Minako Aino      |
| Sailor Mars           | Rei Hino        | Rei Hino         | Raye Hino7                 | Ray Hino         | Fow Yeah Laí                         | Raya Hino        | Rea              | Rita Hino          | Rai Hino         |
| Sailor Jupiter        | Makoto Kino     | Lita Kino        | Lita Miller                | Patricia Kino    | Muuk Yeah Juum Kum                   | Marcy Maurane    | Morea            | Maria Kino         | Makoto Kino      |
| Sailor Saturn         | Hotaru Tomoe    | Hotaru Tomoe     | Hotaru Tomoe               | Andrea Tomoe     | -o-                                  | Olivia Williams  | Ottavia Tomoe    | Octavia Tomoe      | Hotaru Tomoe     |
| Sailor Uranus         | Haruka Ten'ō    | Haruka Tenoh     | Amara Teno                 | Timmy Tenoh      | Aiyu                                 | Frédérique       | Heles            | Aruka Tenoh        | Haruka Tennoh    |
| Sailor Neptune        | Michiru Kaiō    | Michiru Kaioh    | Michelle Kayo              | Vicky Kaioh      | Amon                                 | Mylène           | Milena           | Mariana Kaiou      | Michiru Kaioh    |
| Sailor Pluto          | Setsuna Meiō    | Setsuna Meioh    | Trista Meio                | Raquel Meioh     | -o-                                  | Sylvana          | Sydia            | Susana Meiou       | Setsuna Meioh    |
| Sailor Chibi Moon     | Chibiusa3       | Rini Tsukino     | Rini Tsukino               | Chibiusa         | Rini                                 | Camille Rivière  | Chibiusa         | Chibiusa Tsukino   | Chibiusa         |
| Sailor Chibichibimoon | Chibi Chibi     | Chibi Chibi      | Chibi Chibi                | Chibi Chibi      | -o-                                  | Chibi Chibi      | Chibi Chibi      | Chibi Chibi        | Chibi Chibi      |
| Tuxedo Mask           | Mamoru Chiba    | Darien Chiba     | Darien Shields             | Armando Chiba    | -o-                                  | Bourdu           | Marzio           | Gonçalo Chiba      | Mamoru Chiba     |

¹ Incluye a Darien Chiba.

² La versión se aplica para toda Hispanoamérica.

³ Diminutivo de "Chibi-Usagi" Tsukino, como se la conoce en el siglo XX.

4 Anderson - Temporada 1 y 2. Mizuno - Temporada 3 y 4. Compañías de doblaje fueron diferentes.
5 Protagonista de Codename wa sailor V.

6 Episodio 138.

7 Episodio 48.
-o-: James stevenson (gene stevenson) México James stevenson versión hongkonesa Jēmuzu sutībunson versión japonesa versión española James cordero.

## Versiones
La historia de Sailor Moon salió al mercado originalmente como una serie de manga, la cual fue después adaptada a otros medios de comunicación y sucesivamente reproducida en tres series audiovisuales (dos de anime y la otra en imagen real), obras de teatro, musicales, videojuegos y libros de arte.

### Manga
Escrito e ilustrado por Naoko Takeuchi, el manga de Sailor Moon se extiende por 52 capítulos, conocidos como "actos", así como diez historias alternas o "side-stories". Fue publicado originalmente de forma mensual en la revista Nakayoshi de Kodansha, desde 1991 hasta 1995, mientras que las historias colaterales fueron publicadas por la revista Run Run de la misma editorial. Kodansha también ha publicado todos los capítulos y las historias colaterales en forma de libro. La primera edición compilada fue publicada por primera vez entre 1992 y 1997 y consistió en 18 tomos que contenían todos los capítulos y relatos secundarios en el orden en que habían sido publicados.
Una segunda edición compilada, llamada shinsōban o "renovación", empezó a publicarse en 2003, aprovechando el hecho de que una nueva adaptación televisiva en imagen real había reavivado nuevamente el interés por la serie. Esta vez Kodansha redistribuyó los capítulos de modo que hubiera más por volumen y se realizaron algunas correcciones y actualizaciones tanto para el diálogo como para los dibujos. Takeuchi también creó nuevas ilustraciones artísticas para las cubiertas completamente nuevas de cada uno de los tomos, así como bocetos de los personajes (incluyendo a personajes únicos de la serie realizada en imagen real). En total, la nueva edición constaba de 12 volúmenes principales y dos volúmenes separados de historias cortas.
A finales de 1995, cada uno de los trece volúmenes de Sailor Moon disponibles en aquel entonces ya habían vendido en Japón un millón de copias, mientras que el manga había sido exportado a alrededor de 23 países, entre ellos China, México, Australia, la mayor parte de Europa y América del Norte.
En Norteamérica, una versión revisada del manga, de doce tomos, fue relanzada por Kodansha Comics USA, con Random House de Bertelsmann como distribuidor. El primer volumen de esta salió a la venta en septiembre de 2011. Ese mismo año, un segundo volumen fue publicado en noviembre, a partir del cual los siguientes tomos continuaron publicándose de manera bimestral.

### Anime
Toei Animation ha producido dos adaptaciones para la televisión en formato anime, basadas en el manga. La primera serie animada, titulada también Sailor Moon, se realizó en la década de 1990; mientras que la segunda, conocida popularmente como Sailor Moon Crystal, fue iniciada 20 años después, en 2014.

#### Primer anime
| Idea original                                 | Naoko Takeuchi                                                                                                |
| Dirección general                             | Junichi Sato Takuya Igarashi Kunihiko Ikuhara                                                                 |
| Concepción de la serie                        | Katsuyuki Sumizawa Sukehiro Tomita Megumi Sugihara Shigeru Yanagawa Yōji Enokido Ryota Yamaguchi              |
| Diseño de personajes y dirección de animación | Kazuko Tadano Ikuko Itō Katsumi Tamegai Hideyuki Motohashi Hisashi Kagawa Masahiro Ando                       |
| Música                                        | Takanori Arizawa                                                                                              |
| Producción                                    | Iriya Azuma Akira Takahashi (Toei Animation) Kenji Ōta (TV Asahi) Kōichi Yada (Toei Agency) Toshihiko Arisako |

La primera versión de anime comenzó a transmitirse en Japón el 7 de marzo de 1992 y terminó el 8 de febrero de 1997. Esta desató una exitosa campaña de merchandising de más de 5000 artículos, lo cual contribuyó a extender la demanda por la emisión de la serie en todo el mundo y su traducción a varios idiomas. En Japón, fue vendida también en una versión impresa de veinte "volúmenes". Hacia finales de 1995, cada volumen había vendido cerca de 300.000 copias.
Actualmente, Sailor Moon es una de las propiedades intelectuales de anime más famosas del mundo. Debido al resurgimiento de su popularidad, fue retransmitida en Japón a partir de septiembre de 2009 y en Italia desde el otoño de 2010, contando con el permiso de Naoko Takeuchi para el lanzamiento de nuevas imágenes promocionales.
Este anime se extiende por 200 episodios, consta de cinco temporadas y es uno de los de más larga duración dentro del género magical girl. Los títulos de las temporadas son Sailor Moon, Sailor Moon R, Sailor Moon S, Sailor Moon SuperS y Sailor Moon Sailor Stars. Cada una de las temporadas está basada aproximadamente en una de las cinco sagas o arcos argumentales de la historia del manga, siguiendo en general la misma línea argumental e incluyendo a la mayor parte de los personajes. Además se crearon cinco cortos especiales animados, así como tres películas que fueron estrenadas en salas de cine: la película de Sailor Moon R, la de Sailor Moon S, y la película de Sailor Moon SuperS.
La dirección de esta serie estuvo a cargo de Junichi Sato (más tarde creador de Prétear), Kunihiko Ikuhara (director de Utena en 1997) y Takuya Igarashi (director de Ouran High School Host Club en 2006). El diseño de personajes estuvo encabezado por Kazuko Tadano, Ikuko Itō (creadora de Princess Tutu) y Katsumi Tamegai, todos los cuales fueron también directores de animación. Otros directores de animación fueron Masahiro Ando, Kagawa Hisashi y Hideyuki Motohashi.
Las versiones del manga y del anime presentaron, respectivamente, diferencias notables; entre las que se incluían el cambio radical en la personalidad de varios personajes, la relación homosexual entre los villanos Zoisite y Kunzite, la eliminación de varios personajes como Sailor Heavy Metal Papillon, Sailor Kakyū (la forma Senshi de la Princesa Kakyū) o Sailor Cosmos, y la inclusión de una historia adicional exclusiva de la versión animada de Sailor Moon R (en la cual aparecían los personajes de Alan y Ann). (ver sección de diferencias).

#### Segundo anime
El 6 de julio de 2012, durante un evento para la celebración del vigésimo aniversario de Sailor Moon, tanto Naoko Takeuchi como Kodansha y el grupo "idol" Momoiro Clover Z anunciaron que una segunda producción en formato anime, sería concluida para el verano de 2013; momento a partir del cual comenzaría a emitirse en todo el mundo de manera simultánea. Sin embargo, el estreno fue pospuesto para 2014. Algunos datos acerca de esta nueva producción, llamada Pretty Guardian Sailor Moon Crystal, fueron anunciados por la compañía o filtrados rápidamente a través de Internet por medio de una imagen que mostraba el anuncio de la nueva serie, con el diseño renovado de Usagi Tsukino en la cabecera. En dicha imagen se incluían también la sinopsis, los nombres de los miembros del personal creativo y la fecha de inicio de emisión de la serie a partir del mes de julio de 2014. Después de esto, un evento de streaming emitido en el sitio Nico Douga el 27 de abril de 2014 dio a conocer la fecha definitiva de estreno junto con los seiyū para interpretar a los personajes de la historia. El primer episodio de esta segunda serie animada, fue emitido el 5 de julio de 2014 en streaming mundial a través de los sitios de internet Niconico. Crunchyroll, Hulu entre otros, con un total de 26 capítulos abarcando los arcos argumentales "Sailor Moon" y "Black Moon". Una vez que se emitió el último capítulo a través de internet, la serie fue retransmitida en su versión mejorada en la televisión japonesa.
Entre el 4 de abril y el 27 de junio de 2016, se emitió la tercera temporada de la serie, tanto en TV japonesa como internet en sitios de streaming (Niconico, Crunchyroll, Hulu, entre otros) cubriendo el arco de los Death Busters.
Para darle un cierre definitivo a la historia, se hicieron dos miniseries de dos películas cada una tituladas respectivamente: Sailor Moon Eternal y Sailor Moon Cosmos las cuales adaptaron las últimas dos sagas del manga. Ambas películas fueron estrenadas en los cines japoneses: la primera serie de películas se estrenó respectivamente el 8 de enero y el 11 de febrero de 2021 mientras que la segunda serie de películas fueron estrenadas el 9 de junio y el 30 de junio de 2023.

### Serie de televisión en imagen real
Varios años después de haber sido concluida la primera publicación del manga, la cadena de televisión japonesa Tokyo Broadcasting System y la difusora de radio y televisión Chubu-Nippon Broadcasting emitieron una serie del tipo tokusatsu (rodada en imagen real) basada únicamente en la primera temporada, la cual fue transmitida desde el 4 de octubre de 2003 hasta el 25 de septiembre de 2004. Esta versión, titulada Pretty Guardian Sailor Moon (abreviado a menudo como «PGSM»), la primera adaptación de la serie en llevar un título totalmente en inglés, duró un total de 49 episodios. Casi mil aspirantes se postularon para el casting de los papeles de los cinco personajes principales.
Esta serie al principio siguió la trama del manga mucho más de cerca que la forma en que lo había hecho la adaptación animada (su predecesora); pero en episodios posteriores evolucionó hasta apartarse completamente de ambas y convertirse en una versión totalmente diferente, con exclusivos personajes originales y nuevos desarrollos argumentales.
Además de los episodios principales, después de que Pretty Guardian Sailor Moon acabara de emitirse en televisión surgieron dos episodios más en formato directamente para vídeo. Estos conformaron una especie de arcos argumentales adicionales, el primero denominado Special Act o "Acto Especial", ambientado cuatro años después de los sucesos de la serie para mostrar la boda de la pareja protagónica; y el segundo llamado Act Zero o "Acto Cero", una suerte de precuela que muestra los orígenes de Sailor V y Tuxedo Mask.

### Art Books
Kodansha publicó una colección de cinco "libros de arte" de Sailor Moon, compuestos de ilustraciones del manga e imágenes inéditas, y basados en cada uno de los cinco grandes arcos argumentales de la trama. La colección, que recibió el nombre de Original Picture Collection ("Colección de Ilustraciones Originales"), contenía imágenes artísticas de la obra, realizadas por la creadora Naoko Takeuchi; entre las cuales se contaban antiguas ilustraciones que habían sido utilizadas en las portadas o en el material promocional. Muchos de los dibujos aparecían acompañados de comentarios de la autora, donde relataba a sus lectores cómo desarrollaba sus ideas, el modo en que había sido creada cada imagen, si le había gustado o no a ella el resultado final de cada una, y sus opiniones respecto a la interpretación que se había hecho de su historia en la adaptación animada.
Otra compilación de imágenes, Infinity Volume o "Volumen Infinito", fue publicada en forma autónoma por Naoko Takeuchi tras el final de la serie, a mediados de 1997. Concebida como una edición sin sello editorial y de circulación limitada, esta colección fue distribuida de manera exclusiva durante el Comiket de Japón ese mismo año. La edición no solo contenía dibujos de Sailor Moon realizados por ella misma, sino también otros hechos por sus amigos, por miembros de su personal, y por muchos de los actores de voz que habían trabajado en el anime.
En 1999, Kodansha publicó una tercera compilación llamada Materials Collection ("Colección de Materiales"), compuesta de bocetos y descripciones de casi todos los personajes del manga, así como también de algunos personajes inéditos concebidos por Takeuchi como parte originalmente de su obra pero que después la autora había decidido no incluir en la versión final. Cada dibujo estaba rodeado de notas suyas con referencias detalladas sobre el diseño de sus personajes; como por ejemplo detalles específicos de su vestimenta, su forma de pensar y de los propios sentimientos de Takeuchi hacia cada personaje. La colección también contenía un diagrama cronológico de las cinco temporadas del manga y otro de las sucesivas salidas al mercado de diferentes mercancías relacionadas con este y con la adaptación animada. Al final, además, se incluía la breve historia alterna Parallel Sailor Moon, con la cual se conmemoraba el año del conejo en el que esta colección fue publicada.

### Musicales
Los Sailor Moon Musicals (セーラームーン・ミュージカル sērāmūn myūjikaru), referidos colectivamente como Sera Myu, fueron una serie de producciones musicales en vivo basadas en la serie. Los espectáculos empezaron en el año 1993 y siguieron consecutivamente hasta el año 2005, con un total de 29 musicales y más de 800 presentaciones desde su estreno. La trama continuamente se fue modificando y rescataba elementos de la serie de anime y el manga, sin embargo en su mayoría se crearon actos argumentales completamente originales. La popularidad de los musicales fue citada, además, como una razón para la producción de Pretty Guardian Sailor Moon (la versión en imagen real de la serie).
Debido a su popularidad se han lanzado aproximadamente 25 álbumes relacionados con los musicales, algunos de los cuales compuestos de compilaciones de las mejores presentaciones, compilaciones de música en torno a un actor, así como también de la música de cada presentación completa. Todas las producciones además han sido lanzadas en DVD. Tanto los álbumes de música, como los DVD solo han sido lanzados para el mercado japonés.
Los musicales se realizaban dos veces al año, en invierno y en verano. Las producciones de verano solo se presentaban en el teatro Sunshine, ubicado en el área de Ikebukuro, Tokio. En invierno, entretanto, se realizaban tours por las grandes ciudades de Japón, entre las cuales se incluían Osaka, Fukuoka, Nagoya, Shizuoka, Kanazawa, Sendai, Saga, Oita, Yamagata y Fukushima.
La última producción, "La nueva leyenda de la Isla Kaguya (Edición revisada del anterior)" (新・かぐや島伝説 <改訂版> Shin Kaguyashima Densetsu (Kaiteban) se llevó a cabo en enero del año 2005. Después de ese show, Bandai decidió poner los espectáculos en un hiato indefinido.
El primero de junio de 2013 Fumio Osano (también llamado "Osa-p", editor de Sailor Moon) anunció en su cuenta de Twitter que un nuevo musical será estrenado en Japón. Hasta el momento se ha afirmado que constará de 16 funciones y que durará desde el 13 de septiembre hasta el 23 del mismo mes. En otros mensajes el editor también confirmó que la autora Naoko Takeuchi ayudó en la selección de las actrices principales y que Hiramitsu Takuya volverá como director, productor y escritor del musical, mientras que la música será compuesta por Toshihiko Sahashi. El 2 de julio se lanzó el sitio oficial del musical. Junto con esto se dio a conocer que el musical será llamado "La Reconquista" y que los personajes principales serán interpretados por mujeres. La trama de esta producción será original, pero abordará como argumento principal la batalla entre las Sailor Senshi y el Dark Kingdom por la búsqueda del cristal de plata.

### Videojuegos
Más de veinte juegos para consola y arcade de Sailor Moon han aparecido en Japón, todos ellos basados en la serie de anime. Bandai y una compañía de juegos japonesa llamada Angel (no relacionado con los estudios con sede en América Angel, a partir de 2010 conocido como Rockstar San Diego) realizaron la mayoría de ellos, con algunos producidos por Banpresto. Los primeros juegos eran peleas de desplazamiento lateral, mientras que los posteriores fueron solo juegos de rompecabezas, o juegos de lucha. El videojuego Sailor Moon: Another Story, por otra parte, está basado en un juego de rol.
Solo un juego relacionado con la franquicia se produjo fuera de Japón: The 3D Adventures of Sailor Moon de 3VR New Media, el cual salió a la venta en Norteamérica en 1997.
Un juego lanzado en la primavera de 2011 para la Nintendo DS, se conoció por el nombre de Sailor Moon: La Luna Splende (Sailor Moon: La Luna Brillante).

## Música
Diversos compositores escribieron la música para el anime de Sailor Moon, e incluso la autora Naoko Takeuchi contribuyó con muchas de las letras de las canciones. Takanori Arisawa estuvo a cargo de la composición y arreglos de la música de fondo y la partitura instrumental. Esto le mereció el Gran Premio de disco de oro de Columbia Records en el año 1993 por su trabajo en la música de la primera temporada. Arisawa obtuvo también el premio JASRAC en los años 1998, 2000 y 2001 por la mayor cantidad de regalías internacionales, debido a la gran popularidad de la música de Sailor Moon en otros países.
En las primeras cuatro temporadas de la serie, se usó como canción introductoria “Moonlight Densetsu” (ムーンライト伝説 Mūnraito Densetsu, lit. "Leyenda de luz de luna"), compuesta por Tetsuya Komuro con letras de Kanako Oda. Una de las canciones más populares de la serie, "Moonlight Densetsu" fue interpretada por Dali en las dos primeras temporadas del anime, y luego por Moon Lips para la tercera y cuarta temporada. En la última temporada, Sailor Moon: Sailor Stars, se cambió la canción de apertura por "Sailor Star Song", escrita por Shōki Araki, con letras de Naoko Takeuchi e interpretada por Kae Hanazawa. "Moonlight Densetsu" después fue usada como canción de cierre en el último capítulo del anime.
Cuarenta álbumes musicales relacionados con el anime fueron lanzados en Japón, muchos de los cuales fueron versiones remix de los primeros álbumes, pero con diferentes arreglos musicales Además se lanzaron treinta y tres sencillos para personajes específicos (conocidos en Japón como character álbumes).

## Diferencias entre el manga y el anime
El manga de Sailor Moon dista mucho de su primera versión animada, ya que cuenta la historia desde un punto de vista más maduro y explícito. Los personajes, incluyendo la heroína principal, maduran rápidamente y tienen el carácter de un adulto en todas las series y hay momentos más oscuros y fuertes. Además el manga no es tan repetitivo como el primer anime, esto es porque el anime salía al aire casi al mismo tiempo que el manga era publicado, y sin todas esas escenas de relleno, el anime (que era semanal) se hubiera tenido que adelantar al manga (que era mensual), y hubiera podido causar que el manga se dejara de vender. En la nueva versión animada Sailor Moon Crystal se cuenta la historia casi idénticamente al manga.
A continuación, una lista con las diferencias del primer anime por temporadas:

### Sailor Moon(Tomo 1 a principios del 4).
| "Sailor Moon" (セーラームーン Sērā Mūn?) | | |
| Manga | Primer Anime | Segundo Anime |
| El Cristal de Plata está entero. | El Cristal de Plata está dividido en siete Cristales Arcoíris (en poder de los Siete Grandes Youma). | El Cristal de Plata está entero. |
| Zoycite y Kunzite son aliados. | Zoycite y Kunzite son pareja. | Zoycite y Kunzite son aliados. |
| Rei nunca se interesó en Mamoru y Naru nunca conoce a Nephlite. | Mamoru y Rei se convierten en pareja temporalmente, lo mismo que Nephlite y Naru | Rei nunca se interesó en Mamoru y Naru nunca conoce a Nephrite. |
| Mamoru descubre que Usagi es Sailor Moon, mucho antes de saber que ella es también la princesa de la luna. | Mamoru descubre que Usagi es Sailor Moon al mismo tiempo que descubre que es también la princesa de la luna. | Mamoru descubre que Usagi es Sailor Moon mucho antes de saber que ella es también la princesa de la luna. |
| Usagi descubre que Mamoru es Tuxedo Mask, mucho antes de saber que él es también Endymion. | Usagi descubre que Mamoru es Tuxedo Mask al mismo tiempo que descubre que es también Endymion | Mamoru le revela a Usagi que él es Tuxedo Mask, mucho antes de saber que él es también Endymion. |
| "Sailor V" (es decir, Sailor Venus) finge ser la Princesa Serenity para proteger a Usagi. | Sailor Venus es otra sailor senshi más. | "Sailor V" (Sailor Venus) finge ser la Princesa Serenity para proteger a Usagi. |
| El Cristal de Plata se divide en dos ni bien aparece; un trozo queda en manos de Sailor Moon y otro entra en el cuerpo de Tuxedo Mask. | El Cristal de Plata permanece entero una vez que aparece. | Una parte del Cristal de Plata entra temporalmente dentro de Tuxedo Mask, porque Usagi deseó que reviviera. |
| En el pasado, la Princesa Serenity se suicidó tras la muerte de Endymion. | En el pasado, Beryl y Metalia mataron tanto a Serenity como a Endymion. | Beryl, poseída por Metalia, mata a Endymion por error al tratar de matar a Serenity; esta al verlo muerto decide atravesarse con una espada. |
| Los Generales del Reino Oscuro solían ser los guardianes de Endymion; pero Jadeite, Nephrite y Zoisite mueren antes de poder recordarlo. Cuando Kunzite lo descubre, es hechizado por la reina Beryl y enviado a una última batalla con las Sailor Senshi. | No se cuenta nada de la vida de los Generales antes de unirse a Beryl y Metalia\|. Jadeite, Nephrite y Zoisite perecen a causa de los conflictos internos dentro del propio Reino Oscuro; quedando solo Kunzite para ser derrotado por la propia Sailor Moon. | Los Generales eran guardianes de Endymion, pero no lo recuerdan sino hasta espiar una conversación de la reina Beryl. Esta entonces usa un hechizo para mantenerlos controlados. Cuando finalmente regresan a la normalidad, Metalia los elimina definitivamente. |
| El cuerpo inerte de Tuxedo Mask es usado como títere por Beryl y Metalia. | Tuxedo Mask es hechizado por Beryl y Metalia para que colabore con ellas. | El cuerpo inerte de Tuxedo Mask es usado como títere por Metalia. |
| Sailor Moon se ve forzada a matar a Tuxedo Mask y luego se suicida. | Sailor Moon logra recuperar a Tuxedo Mask, quien muere protegiéndola. | Sailor Moon se ve forzada a matar a Tuxedo Mask y luego suicidarse, pero falla porque ambos tenían amuletos y éstos evitaron que recibieran daños. |
| La reina Beryl muere a manos de Sailor Venus. | La reina Beryl escapa para ir a fusionarse con Metalia. | Sailor Moon rompe el collar de poder de Beryl; como consecuencia, esta se desintegra. |
| Sailor Venus, Mars, Mercury y Júpiter sacrifican sus vidas y poderes para resucitar a Sailor Moon. | Sailor Júpiter, Mercury, Venus y Mars mueren luchando contra secuaces del Reino Oscuro. | Sailor Venus, Mars, Mercury y Júpiter sacrifican sus poderes al dárselos a Sailor Moon para que derrote a Metalia. |
| Los gatos Luna y Artemis van a la luna a pedir ayuda a la Reina Serenity. | Los gatos Luna y Artemis permanecen en Tokio durante la última batalla. | Los gatos Luna y Artemis van a la luna a pedir ayuda a la Reina Serenity. |
| Tuxedo Mask revive y ayuda a Sailor Moon a derrotar a Metalia. | Tuxedo Mask revive después de que Sailor Moon derrote a la entidad "Beryl/Metalia". | Tuxedo Mask revive y ayuda a Sailor Moon a derrotar a Metalia. |
| Los espíritus de los cuatro Generales aparecen para ayudar a Tuxedo Mask, revelándole el punto débil de Metalia. | Los espíritus de las cuatro sailor senshi (Sailor Mercury, Mars, Júpiter y Venus) aparecen para ayudar a Sailor Moon a vencer a Beryl/Metalia. | Los espíritus de los cuatro Generales aparecen para ayudar a Tuxedo Mask, revelándole el punto débil de Metalia. |
| Sailor Moon se queda sin energías después de la batalla contra Metalia; Tuxedo Mask la restablece con sus poderes. | Sailor Moon muere durante la batalla contra Beryl/Metalia. | Sailor Moon se queda sin energías después de la batalla contra Metalia; Tuxedo Mask la restablece con sus poderes. |
| Sailor Venus, Mars, Júpiter y Mercury son revividas por Sailor Moon con el poder del Cristal de Plata. | Sailor Moon junto a sus amigas Venus, Mars, Júpiter, Mercury y Tuxedo Mask reviven por el poder del Cristal de Plata. | Las desfallecidas Sailor Venus, Mars, Júpiter y Mercury son llamadas por Sailor Moon, esta las llena de energía y ellas regresan con ella. |
| El palacio del Milenio de Plata es reconstruido por el poder del Cristal de Plata. | El palacio del Milenio de Plata sigue en ruinas. | El palacio del Milenio de Plata es reconstruido por el poder de Sailor Moon. |
| Sailor Moon, Tuxedo Mask y las otras cuatro Sailor Senshi regresan a Tokio a sus vidas normales. | Después de la batalla, Usagi, Mamoru y sus amigas pierden todo recuerdo de su doble-vida como justicieros. | Sailor Moon, Tuxedo Mask y las otras cuatro Sailor Senshi regresan a Tokio a sus vidas normales, pero las cuatro Sailor Senshi ya no tienen el poder de transformarse (esto se soluciona en la temporada siguiente).                                              |

### Sailor Moon R(Tomo 4 al 7)
| "Black Moon" (ブラックムーン Burakku Mūn?) | | |
| Manga | Primer anime | Segundo anime |
| Alan y Ann no existen; la saga comienza con la llegada de Chibiusa. | La saga comienza con la llegada de Alan y Ann; Chibiusa llega después de que ellos se han marchado. | Alan y Ann no existen; la saga comienza con la llegada de Chibiusa. |
| Motoki Furuhata y Asanuma descubren la identidad de las Sailor Senshi, y guardan el secreto. | Motoki no se entera de quiénes son las sailor senshi; Asanuma no aparece hasta la saga de Sailor Stars. | Motoki nunca se entera de nada, Asanuma se entera porque Makoto (Sailor Júpiter) se lo confiesa. |
| El Rey Endymion envía consejos a Tuxedo Mask telepáticamente y de manera anónima, desde el futuro, guiándolo a usar mejor su poder para defender a Sailor Moon y a Chibiusa.                                       | El Rey Endymion envía pesadillas a Mamoru y a Usagi desde el futuro, para prepararlos para la batalla que se avecina                                                                                            | El Rey Endymion envía consejos a Tuxedo Mask telepáticamente y de manera anónima, desde el futuro, guiándolo a usar mejor su poder para defender a Sailor Moon y a Chibiusa.                                  |
| Usagi discute con Mamoru por su dedicación a Chibiusa, y se marcha furiosa después de una escena de celos. | Mamoru, instado por las pesadillas, decide romper su relación con Usagi temporalmente; lo que causa gran dolor y tristeza a Usagi.                                                                              | Usagi discute con Mamoru por su dedicación a Chibiusa, y se marcha furiosa después de una escena de celos. |
| Las Hermanas de la Persecución mueren a manos de Sailor Moon y las demás cuando éstas contraatacan en defensa propia.                                                                                              | Las Hermanas de la Persecución son purificadas por el poder de Sailor Moon y se convierten en buenas personas.                                                                                                  | Las Hermanas de la Persecución mueren a manos de Sailor Moon y las demás cuando éstas contraatacan en defensa propia                                                                                          |
| Sailor Mercury, Mars y Júpiter son secuestradas y llevadas a Némesis, por lo que Sailor Moon, Sailor Venus, Tuxedo Mask, Artemis, Luna y Chibiusa van al futuro a rescatarlas                                      | Sailor Mercury, Mars, Júpiter y Venus son secuestradas y llevadas a la nave de Rubeus, pero pronto son rescatadas por Sailor Moon.                                                                              | Sailor Mercury, Mars y Júpiter son secuestradas y llevadas a Némesis, por lo que Sailor Moon, Sailor Venus, Tuxedo Mask, Artemis, Luna y Chibiusa van al futuro a rescatarlas.                                |
| Aparece Diana por primera vez. | Diana no aparece hasta la saga de SuperS. | Aparece Diana por primera vez. |
| Los Black Moon son gente malévola de la Tierra; fueron guiados por el Gran Sabio (Wiseman) a Némesis para obtener el poder del Cristal Oscuro.                                                                     | Los Black Moon son gente de Némesis; descienden de malhechores expulsados de la Tierra, y desean vengarse con ayuda del Gran Sabio (Wiseman).                                                                   | Los Black Moon son rebeldes de la Tierra; fueron reclutados por el Gran Sabio (Wiseman) para tratar de destruir el Cristal de Plata.                                                                          |
| Rubeus abandona a los suyos y muere en Némesis a manos del Gran Sabio (Wiseman). | Rubeus es abandonado por Esmeralda y muere en su nave espacial. | Rubeus es asesinado por rebelarse contra el Gran Sabio (Wiseman). |
| Black Lady secuestra a Tuxedo Mask e intenta convertirlo en su amante. | Black Lady daña a Tuxedo Mask cuando este defiende a Sailor Moon. | Black Lady secuestra a Tuxedo Mask y lo convierte en su sirviente. |
| Esmeralda ataca a Chibiusa y muere a manos de Tuxedo Mask. | Esmeralda es transformada en dragón por el Gran Sabio y muere a manos de Sailor Moon. | Esmeralda ataca a Chibiusa y muere a manos de Tuxedo Mask. |
| Zafiro cae bajo el control del Gran Sabio y muere a manos de Diamante. | Zafiro trata de ayudar a Diamante y muere a manos del Gran Sabio. | Zafiro cae bajo el control del Wiseman y muere a manos de Diamante. |
| Diamante muere a manos de Sailor Moon y Tuxedo Mask, que lo atacan en defensa propia. | Diamante muere protegiendo a Sailor Moon de un ataque del Gran Sabio. | Diamante muere protegiendo a Sailor Moon de un ataque de Némesis. |
| La batalla final ocurre en el futuro; el planeta Némesis ataca a la Tierra con ondas y rayos de energía negativa; Némesis resulta ser la forma real del Gran Sabio, quien es en realidad el Fantasma de la Muerte. | La batalla final ocurre en el presente; Black Lady abre un portal para que el Gran Sabio envíe el poder del Cristal Oscuro desde el planeta Némesis, en el futuro, y así pueda destruir la Tierra del siglo XX. | La batalla final ocurre en el futuro; Némesis y Black Lady entierran cristales oscuros para así poder destruir la Tierra; el Gran Sabio (Wiseman) revela que es Nemesis después de la revelación de Diamante. |
| Sailor Pluto deja la Puerta del Tiempo a cargo de Diana, se une a la lucha y muere usando su poder para detener el Tiempo.                                                                                         | Sailor Pluto no puede abandonar la Puerta del Tiempo ni participar en la batalla directamente. Su muerte por detener el tiempo es adaptada en Sailor Moon S.                                                    | Sailor Pluto deja la Puerta del Tiempo a cargo de Diana, se une a la lucha y muere usando su poder para detener el Tiempo.                                                                                    |
| Chibiusa deja de ser Black Lady a causa de su dolor ante la muerte de Sailor Pluto, que activa su primera transformación como Sailor Chibi Moon.                                                                   | Chibiusa deja de ser Black Lady gracias a Sailor Moon y Tuxedo Mask; su forma de Sailor Chibi Moon no se ve hasta la próxima saga.                                                                              | Chibiusa deja de ser Black Lady a causa de su dolor ante la muerte de Sailor Pluto, que activa su primera transformación como Sailor Chibi Moon.                                                              |
| Sailor Moon se enfrenta a la entidad "Némesis/Gran Sabio" con la ayuda de Chibi Moon y Tuxedo Mask; Némesis (entonces deshabitado) es destruido.                                                                   | Sailor Moon se transforma en la Neo Reina Serenity, y destruye al Gran Sabio con ayuda de Chibiusa; el planeta Némesis sobrevive.                                                                               | Sailor Moon derrota a Némesis (Wiseman) con la ayuda de Chibi Moon y Tuxedo Mask. |

### Sailor Moon S(Tomo 7 al 10)
| "Infinity"/"Infinito" (無限 Mugen?) | | |
| Manga | Primer anime | Segundo anime |
| Chibiusa posee un Cristal de Plata propio y se lo muestra a Hotaru. | Hotaru ve accidentalmente el Cristal de Plata en el broche de Usagi. | Chibiusa posee un Cristal de Plata propio y se lo muestra a Hotaru, para curar los dolores que esta sufre. |
| Haruka usa al principio un disfraz similar al de Tuxedo Mask, y luego su uniforme como Sailor Uranus. | Haruka solo viste como único traje de justiciera su uniforme de Sailor Uranus. | Haruka usa al principio una capa y una máscara añadidas a su uniforme de Sailor Uranus. |
| Sailor Uranus coquetea con Sailor Moon y la besa en los labios. | Sailor Uranus se mantiene distante de Sailor Moon y las demás. | Sailor Uranus le roba un beso en los labios a Sailor Moon. |
| Mamoru tiene celos de Haruka mientras que Usagi tiene celos de Michiru, por lo que Usagi y Mamoru sufren varios malentendidos. | Mamoru no conoce mucho ni a Haruka ni a Michiru; Haruka coquetea con casi todas las amigas del grupo de Usagi por igual. | Mamoru tiene celos de Haruka al ver cómo coquetea con Usagi, mientras que Usagi se siente inferior a Michiru y sus dotes con el violín; ellos se reconcilian después de ayudar a Chibiusa con un proyecto escolar.                                                                           |
| Se cuenta que el convaleciente amo de los Death Busters, Pharaoh 90, llegó a la Tierra varios años atrás. Desde su escondite, se comunica con sus subordinados (Kaolinite y el profesor Tomoe); enviándolos a robar almas humanas para curar su propio estado de debilidad.                 | Se revela que el gigantesco extraterrestre, Pharaoh 90, envió a infiltrarse en la Tierra a dos subordinados, Germatoid y Mistress 9; con el fin de que reunieran los medios para traerlo hasta dicho planeta, a través del espacio sideral. | Pharaoh 90 llegó a la Tierra varios años atrás. Desde su escondite, se comunica personalmente con sus subordinados (Kaolinite y el profesor Tomoe); enviándolos a robar almas de los humanos para fortalecerlo y revivir a su compañera, Mistress 9.                                         |
| Las Brujas 5 (Witches 5) siguen las órdenes de Kaolinite como su Magus Líder, y roban las almas de las personas tras implantar los huevos de los Death Busters en sus cuerpos; que luego se convierten en monstruos. También los usan como peones en sus batallas contra las Sailor Senshi. | Las Brujas 5 (Witches 5) siguen las órdenes del Profesor Tomoe, y roban los Cristales de los Corazones Puros de las personas, con ayuda de los monstruos nacidos de los huevos (o semillas) de los Death Busters.                           | Las Brujas 5 (Witches 5) siguen las órdenes de Kaolinite, como su Magus Líder, y roban las almas de las personas tras implantan los huevos de los Death Busters en sus cuerpos; que luego se convierten en monstruos. También los usan como peones en sus batallas contra las Sailor Senshi. |
| El profesor Tomoe, padre de Hotaru, es aliado expreso de los Death Busters; Hotaru es mitad cyborg, a raíz de los intentos de él de reconstruir su cuerpo tras un incendio. | El profesor Tomoe, padre de Hotaru, está poseído por un ser alienígena, Germatoid; Hotaru no presenta consecuencias visibles del accidente sobre ella.                                                                                      | El profesor Tomoe, padre de Hotaru, es aliado expreso de los Death Busters; Hotaru es mitad cyborg, a raíz de los intentos de él de reconstruir su cuerpo tras un incendio. |
| Uranus y Neptune tienen sus Talismanes en su poder desde el principio y hacen uso de ellos. | Uranus y Neptune buscan los Talismanes sin saber que los llevan consigo desde el comienzo. | Uranus y Neptune tienen los Talismanes en su poder desde el principio y hacen uso de ellos. |
| Sailor Pluto reaparece reencarnada como Setsuna Meiō. | Sailor Pluto asume una nueva identidad como Setsuna Meiō. | Sailor Pluto reaparece reencarnada como Setsuna Meiō. |
| Se sabe solo que los Talismanes sirven para invocar a Sailor Saturn; todos se sorprenden cuando éstos invocan también a la Copa Lunar. | Todos saben que los Talismanes pueden invocar la Copa Lunar; no se menciona a éstos como condición para el despertar de Sailor Saturn. | Los Talismanes sirven para invocar a Sailor Saturn; el Santo Grial se activa cuando todas las Sailor (excepto Saturn) envían su poder a Usagi. |
| Dama 9 (Mistress 9) roba el Cristal de Plata de Chibiusa, y envía el poder de este a su amo Pharaoh 90 para que se apodere de la Tierra. | Dama 9 (Mistress 9) roba el Cristal del Corazón Puro de Chibiusa, y trae a Pharaoh 90 a la Tierra con el poder de la Copa Lunar. | Dama 9 (Mistress 9) roba el Cristal de Plata de Chibiusa, y se lo traga para absorber su poder y liberar al Pharaoh 90 para que se apodere de la Tierra. |
| Sailor Saturn aparece, saliendo de Mistress 9, después de que Sailor Moon hace un acto de sacrificio. | Sailor Saturn aparece después de que el alma de Hotaru vence a Mistress 9. | Sailor Saturn aparece, saliendo de la fusión del Pharaoh 90 y Mistress 9, después de que Sailor Moon hace un acto de sacrificio. |
| Sailor Pluto sobrevive a la batalla y ayuda a cerrar el portal dimensional que hace de pasaje entre la Tierra y el planeta de Pharaoh 90. | Sailor Pluto desaparece tras detener el Tiempo para salvar a Uranus y Neptune | Sailor Pluto sobrevive a la batalla y ayuda a cerrar el portal dimensional que hace de pasaje entre la Tierra y el planeta de Pharaoh 90. |
| Sailor Saturn envía a Pharaoh 90 de regreso a su planeta con su técnica Death Reborn Revolution. | Se desconoce qué poderes usan Sailor Saturn y Sailor Moon para acabar con Pharaoh 90. | Sailor Saturn envía a Pharaoh 90 a un agujero en el espacio-tiempo con su técnica Death Reborn Revolution. |
| Sailor Moon y Chibi Moon se transforman en "Súper" Sailor Senshi; el resto obtiene nuevos broches a excepción de Sailor Saturn. | Solo Sailor Moon se convierte en Super Sailor Senshi; Chibi Moon y el resto solo lo logran en las sagas siguientes. | Sailor Moon y Chibi Moon se transforman en Super Sailor Senshi; el resto obtiene nuevos broches y mejoras en el traje a excepción de Sailor Saturn. |
| Saturn llega de otra dimensión reencarnada como bebé y queda bajo le cuidado de Sailor Neptune, Uranus y Pluto, después las cuatro se van sin avisar en sus helicópteros. | Saturn es traída en brazos por Sailor Moon luego de la batalla final, Sailor Uranus y Neptune se quedan a su cuidado hasta que el padre de Hotaru se recupere por completo. Sailor Pluto desaparece por algún tiempo.                       | Saturn llega de otra dimensión reencarnada como bebé y queda bajo le cuidado de Sailor Neptune, Uranus y Pluto; ellas prometen volver y desparecen, llevándose a Saturn. |
| Sailor Neptune le da su talismán a Chibiusa como promesa de que volverá. | Sailor Neptune se queda con su talismán. | Sailor Neptune le da su talismán a Chibiusa como promesa de que volverá. |

El tomo 11 es un volumen especial que contiene las historias "El Amor de la Princesa Kaguya" de la cual se basó la película Sailor Moon S y "Recuerdos de Casablanca" en homenaje a Rei.

### Sailor Moon Super S(Tomo 12 al 15)
Esta fue la parte que sufrió más cambios:
| "Dream"/"Sueño" (夢 Yume?) | | |
| Manga | Primer anime | Segundo anime |
| El cuerpo físico de Helios se encuentra cautivo transformado en un Pegaso; su espíritu logra escapar varias veces, bajo la forma del "Pegaso", para ir a presentarse brevemente ante las sailor senshi                                                                                               | El espíritu de Helios adopta la apariencia de un Pegaso para escapar de su propio cuerpo, que se encuentra cautivo, e ir a esconderse en los sueños de Chibiusa | El cuerpo físico de Helios se encuentra cautivo transformado en un Pegaso; su espíritu logra escapar varias veces, bajo la forma del "Pegaso", para ir a presentarse brevemente ante las sailor senshi                                                                                               |
| Los espejos de los sueños no aparecen (Helios, alias "Pegaso" no está refugiado en los sueños de Chibiusa) | Todas las personas tienen un espejo de los sueños; el espejo de Chibiusa, que contiene a Helios (Pegaso), es de color dorado. | Los espejos de los sueños no aparecen (Helios, alias "Pegaso" no está refugiado en los sueños de Chibiusa) |
| Aparecen los "fantasmas" de los cuatro generales celestiales, preocupados por la salud de Mamoru | Los cuatro generales celestiales no vuelven a aparecer después del final de la primera temporada. | Los cuatro generales celestiales no vuelven a aparecer después de la segunda temporada. |
| El Cuarteto de amazonas son las villanas principales; el Trío de amazonas son apenas subordinados de ellas, y los tres mueren en su primera batalla | El Trío de amazonas aparece primero, siguiendo las órdenes de Zirconia, y mucho antes que el Cuarteto; no dan muestras de conocer al Cuarteto de amazonas personalmente | El Cuarteto de amazonas son las villanas principales; el Trío de amazonas son apenas subordinados de ellas, y los tres mueren en su primera batalla |
| A excepción de Helios, nadie más conoce al principio la existencia del Cristal Dorado; Helios nunca lo ha visto, ni sabe dónde se encuentra exactamente. | El espíritu de Helios, "Pegaso", tiene el Cristal Dorado en su poder, sabe donde está todo el tiempo, e incluso comparte su poder a menudo con las sailor senshi. | A excepción de Helios, nadie más conoce al principio la existencia del Cristal Dorado; Helios nunca lo ha visto, ni sabe dónde se encuentra exactamente. |
| Zirconia junto con el Trío y el Cuarteto de amazonas buscan arrebatarle el Cristal de Plata a Sailor Moon para dárselo a Neherenia | Zirconia junto con el Trío y el Cuarteto de amazonas buscan arrebatarle el Cristal Dorado a Helios (Pegaso), para dárselo a Neherenia | Zirconia junto con el Trío y el Cuarteto de amazonas buscan arrebatarle el Cristal de Plata a Sailor Moon para dárselo a Neherenia |
| Sailor Mercury, Mars, Júpiter y Venus, así como Sailor Uranus, Neptune, Pluto y Saturn, adquieren todas poderes de "super" Sailor Senshi tras obtener sus cristales respectivos, los Cristales Sailor                                                                                                | Sailor Mercury, Mars, Júpiter y Venus obtienen nuevos poderes gracias a Helios (Pegaso); Sailor Uranus, Neptune, Pluto y Saturn solo los obtienen en la próxima saga, Sailor Stars, gracias a Saturn | Sailor Mercury, Mars, Júpiter y Venus, así como Sailor Uranus, Neptune, Pluto y Saturn, adquieren todas poderes de "super" Sailor Senshi tras obtener sus cristales respectivos, los Cristales Sailor                                                                                                |
| Sailor Uranus, Neptune, Pluto y Saturn regresan a tiempo para rescatar a Sailor Venus, Sailor Mercury, Mars y Júpiter de un ataque del Cuarteto de amazonas | Haruka y Michiru (Uranus y Neptune) están lejos; Hotaru (Saturn) está con su padre, y Sailor Pluto sigue ausente; Sailor Uranus, Neptune, Pluto y Saturn se hallan ausentes durante toda la saga | Sailor Uranus, Neptune, Pluto y Saturn regresan a tiempo para rescatar a Sailor Venus, Sailor Mercury, Mars y Júpiter de un ataque del Cuarteto de amazonas |
| Elysion es una tierra sagrada que protege a todo el planeta Tierra en secreto; es el lugar donde se encontraba el Reino Dorado, hogar de Mamoru en su vida anterior como Endymion | Elysion es un mundo que existe gracias a los sueños de los humanos, y es el lugar donde Helios custodia el Cristal Dorado; la conexión entre el Cristal Dorado, Elysion y Mamoru sólo es indirecta. | Elysion es una tierra sagrada que protege a todo el planeta Tierra en secreto; es el lugar donde se encontraba el Reino Dorado, hogar de Mamoru en su vida anterior como Endymion |
| Se cuenta que, en el pasado, Neherenia vivía en las profundidades de la luna; se presentó ante la Reina Serenity y trató de esparcir su maldad sobre el Milenio de Plata; antes de ser encerrada en el espejo, arrojó una maldición sobre la princesa recién nacida y predijo el fin del Reino Lunar | Se cuenta que, en el pasado, Neherenia vivía en un asteroide cercano a la Luna, del cual era la reina; sentía una gran soledad y envidia hacia el esplendor del Reino de la Luna, por lo que trató de apoderarse del Cristal Dorado, lo que obligó a la Reina Serenity a encerrarla para así detenerla. | Se cuenta que, en el pasado, Neherenia vivía en las profundidades de la luna; se presentó ante la Reina Serenity y trató de esparcir su maldad sobre el Milenio de Plata; antes de ser encerrada en el espejo, arrojó una maldición sobre la princesa recién nacida y predijo el fin del Reino Lunar |
| Artemis, Luna y Diana adoptan forma humana temporalmente, lo mismo que los cuervos de Rei, Phobos y Deimos, quienes son en realidad dos jovencitas que protegen el Cristal de Marte. | Solo Luna adopta forma humana, en la segunda película; Artemis y Diana nunca lo hacen, Phobos y Deimos aparecen y son mencionados solo una vez en la primera temporada (en el cap.30, después de defender al abuelo de Rei del ataque de Zoisite).                                                      | Artemis, Luna y Diana adoptan forma humana temporalmente, lo mismo que los cuervos de Rei, Phobos y Deimos, quienes son en realidad dos jovencitas que protegen el Cristal de Marte. |
| Tuxedo Mask es el único que puede usar el poder del Cristal Dorado, del cual es el dueño; Chibiusa usa su propio Cristal de Plata, llamado Cristal Rosa Lunar | Sailor Chibi Moon, junto con Sailor Moon, logra invocar la ayuda de todas las personas que poseen sueños hermosos, para usar el verdadero poder del Cristal Dorado | Tuxedo Mask es el único que puede usar el poder del Cristal Dorado, del cual es el dueño; Chibiusa usa su propio Cristal de Plata, llamado Cristal Rosa Lunar |
| El Cuarteto de amazonas es en verdad el "Sailor Quartetto", futuras protectoras de Chibiusa que habían sido hechizadas por Neherenia; se marchan al futuro para esperarla | El Cuarteto Amazonas son cuatro niñas que creían que hacerse mayores era recibir sufrimientos, por lo que aceptaron la propuesta de Neherenia de servirla a cambio de ser jóvenes para siempre. | El Cuarteto de amazonas es en verdad el "Sailor Quartetto", futuras protectoras de Chibiusa que habían sido hechizadas por Neherenia; se marchan al futuro para esperarla |
| Sailor Venus, Mercury, Mars, Júpiter y Chibi Moon, así como Sailor Uranus, Neptune, Pluto y Saturn, adquieren todas nuevos poderes como "eternal" sailor senshi; se revela que todas son princesas de sus planetas respectivos, donde cada una tiene su propio palacio                               | Ninguna de las sailor senshi llega a convertirse en "eternal", a excepción de Sailor Moon, que solo lo consigue en la saga siguiente | Sailor Venus, Mercury, Mars, Júpiter y Chibi Moon, así como Sailor Uranus, Neptune, Pluto y Saturn, adquieren todas nuevos poderes como "eternal" sailor senshi; se revela que todas son princesas de sus planetas respectivos, donde cada una tiene su propio palacio                               |
| Neherenia es destruida por Eternal Sailor Moon definitivamente, con ayuda de los poderes de Tuxedo Mask y todas las demás sailor senshi | Neherenia es derrotada por Sailor Moon y Chibi Moon con el poder del Cristal Dorado, lo que reactiva el hechizo encerrando a Neherenia nuevamente | Neherenia es destruida por Eternal Sailor Moon definitivamente, con ayuda de los poderes de Tuxedo Mask y todas las demás sailor senshi |
| Después de la derrota de Neherenia, Tuxedo Mask y Sailor Moon se transforman en el Rey Endymion y la Neo Reina Serenity temporalmente, mientras que las demás sailor senshi adoptan sus vestidos de princesas                                                                                        | Después de la derrota de Neherenia, Sailor Moon y Chibi Moon sobreviven a una caída mortal al adoptar una versión alada de sus formas de princesas, temporalmente | Después de la derrota de Neherenia, Tuxedo Mask y Sailor Moon se transforman en el Rey Endymion y la Neo Reina Serenity temporalmente, mientras que las demás sailor senshi adoptan sus vestidos de princesas                                                                                        |
| Helios descubre la futura forma de Chibiusa como la "Princesa Dama Serenity"; tras dejar el Cristal Dorado en poder de Tuxedo Mask, se va montado sobre un Pegaso. | Helios se despide de todos y adopta la forma de "Pegaso" para marcharse, llevándose el Cristal Dorado, de regreso a la tierra de Ilusión | Helios descubre la futura forma de Chibiusa como la "Princesa Dama Serenity"; tras dejar el Cristal Dorado en poder de Tuxedo Mask, se va montado sobre un Pegaso. |

### Sailor Moon Sailor Stars(Tomo 16 hasta el final en el tomo 18)
| Sailor Stars (セーラースターズ Sērā Sutāzu?) | |
| Manga | Primer anime |
| La saga empieza con la partida de Chibiusa y Mamoru junto con la llegada de los Three Lights | La temporada empieza con el regreso de Neherenia; los Three Lights llegan después de que sea nuevamente derrotada |
| Haruka, Michiru y Hotaru (Uranus, Neptune y Saturn) empiezan a ir a la misma escuela que las demás; Setsuna (Pluto) trabaja como enfermera de la escuela; Haruka viste el uniforme femenino                                                                          | Haruka y Michiru siguen en otro colegio; Sailor Pluto vuelve a aparecer, va a la casa de Hotaru (Saturn) a buscarla, y las dos se reúnen con Michiru y Haruka (Neptune y Uranus)                                                           |
| Las Sailor Starlights son mujeres que se disfrazan de hombres, los "Three Lights", para buscar a la Princesa Kakyū. | Las Sailor Starlights son mujeres que se transforman temporalmente en hombres, los "Three Lights", para buscar a la Princesa Kakyū |
| Sailor Galaxia fue guiada por Chaos hasta el Caldero Primordial; en su deseo de apoderarse del Caldero empieza a matar a todas las sailor senshi de la galaxia | Sailor Galaxia fue poseída por Chaos, quien en su deseo de gobernar la galaxia empieza a usar el cuerpo de Sailor Galaxia para matar a las demás sailor senshi                                                                             |
| Sailor Galaxia no establece contacto con Neherenia, puesto que esta es destruida antes de que Galaxia aparezca | Sailor Galaxia sí establece contacto con Neherenia, puesto que es ella quien la libera por segunda vez |
| Chibiusa parte con Diana al futuro, luego de la derrota de Neherenia. Después, Diana regresa; Chibiusa viene tras ella, acompaña a Sailor Moon a enfrentar a Galaxia y desaparece temporalmente hacia el final, cuando Galaxia arroja a Tuxedo Mask al Caldero Madre | Chibiusa desaparece temporalmente cuando Neherenia hechiza a Mamoru; luego Chibiusa y Diana regresan al futuro, definitivamente, tras la derrota final de esta enemiga                                                                     |
| Sailor Galaxia mata a Mamoru en el aeropuerto, frente a los ojos de Usagi, que se desmaya y reprime el recuerdo hasta borrarlo por completo | Sailor Galaxia mata a Mamoru durante su viaje en avión; nadie sabe que está muerto hasta casi el final de la temporada |
| Las seguidoras de Sailor Galaxia son cinco Animamates (la quinta es Sailor Heavy Metal Papillon); además de ellas, están Sailor Lethe y Sailor Mnemosyne, y también Sailor Chi y Sailor Phi                                                                          | Las seguidoras de Galaxia son solo cuatro Animamates: Sailor Iron Mouse, Sailor Aluminum Seiren, Sailor Lead Crow y Sailor Tin Nyanko (Sailor Heavy Metal Papillon, Sailor Lethe y Sailor Mnemosyne y Sailor Chi y Sailor Phi no aparecen) |
| Las Sailor Animamates matan a Sailor Júpiter y Sailor Mercury, así como también a Phobos y Deimos, antes de ser destruidas por el grupo de Sailor Moon | Las Sailor Animamates al principio solo atacan a personas al azar, y no logran matar a ninguna de las integrantes del grupo de Sailor Moon; ellas mueren a manos de Sailor Galaxia, a causa de sus fracasos                                |
| Sailor Uranus, Neptune y Pluto van a sus respectivos planetas para hacer un escudo protector que mantenga a las Animamates y a Galaxia fuera; Hotaru (Saturn) se queda pero va a reunirse con ellas más tarde                                                        | Sailor Uranus y Neptune fingen traicionar a sus amigos, asesinando a Sailor Saturn y Pluto; después revelan que su verdadera meta era engañar a Sailor Galaxia, y atacarla por sorpresa                                                    |
| Sailor Galaxia asesina a Sailor Mars y Sailor Venus, luego también a Sailor Uranus, Neptune, Pluto y Saturn | Sailor Galaxia asesina a Sailor Mars, Venus, Mercury, Júpiter y luego a Uranus y a Neptune |
| Artemis, Luna y Diana mueren a manos de Sailor Lethe pero reviven | Artemis, Luna y Diana no son involucrados en la batalla |
| Sailor Kakyū y las Starlights mueren a manos de Sailor Chi y Sailor Phi | La Princesa Kakyū muere a manos de Sailor Galaxia, las Starlights sobreviven durante toda la saga |
| Aparece de nuevo el Sailor Quartetto, quienes siguen a Chibiusa al pasado para ayudar a derrotar a las seguidoras de Galaxia | El Cuarteto de amazonas no son sailor senshi; no aparecen en esta temporada ni son mencionadas por el resto de la serie |
| Tuxedo Mask y las amigas de Sailor Moon mueren y resucitan dos veces: la primera es a manos de Sailor Galaxia, quien los tiene bajo su control; la segunda es gracias a Sailor Moon y el Caldero Madre al final de la saga                                           | Tuxedo Mask y las amigas de Sailor Moon solo mueren y resucitan una vez: al final de la saga, después de que Sailor Moon derrota a la entidad "Sailor Galaxia/Chaos"                                                                       |
| La verdadera identidad de Chibi Chibi es Sailor Cosmos, una misteriosa Sailor Senshi que viajó en el tiempo desde el futuro para acompañar y guiar a Sailor Moon | La verdadera identidad de Chibi Chibi es como la semilla estelar de Sailor Galaxia, la cual esta envió lejos de sí antes de ser poseída por Chaos                                                                                          |
| Mamoru y Usagi se casan al final de la historia. | Mamoru y Usagi siguen siendo novios. |

## Controversia
En Occidente, la serie de anime fue acusada de contenidos poco apropiados para el público infantil al que iba dirigida. Por esa razón, además de la traducción de las voces originales, el trabajo de doblaje incluyó también otra serie de modificaciones a fin de adaptarlas para dicho público. Algunas de éstas fueron la eliminación de ciertas partes de capítulos e incluso capítulos completos a fin de evitar el riesgo de ofender sensibilidades de la audiencia local.
En Estados Unidos, por ejemplo, cinco capítulos de la primera temporada fueron suprimidos; con el motivo de dar a las cadenas un número redondo de capítulos: así, tenían 40 y no 46; el resto de los cuales eran capítulos fuera de la trama principal. Los capítulos 45 y 46 se fusionaron en uno solo, porque se consideraban demasiado violentos ya que ciertos personajes morían de manera muy violenta.
En la serie original, por otra parte, los personajes masculinos Zoisite y Kunzite tenían una relación de carácter homosexual, al igual que dos personajes femeninos, Haruka y Michiru. En Occidente, dichas referencias hacia la homosexualidad fueron con frecuencia eliminadas o alteradas de distintas maneras durante el doblaje. En Portugal, Italia, Estados Unidos y Latinoamérica, Zoisite fue interpretado como si se tratara de un personaje femenino. En España, en cambio, la relación de Zoicite y Kunzite (Malachite) fue modificada por una relación de "tío y sobrino", mientras que en Estados Unidos la relación de Haruka y Michiru fue caracterizada como de primas.
En la película Sailor Moon R La promesa de la rosa, cuando Usagi tenía dudas sobre la relación de Mamoru y Fiore, Ami originalmente decía: "Mamoru es tan lindo que atrae hasta a los chicos." En cambio, en la versión hispanoamericana, se suavizaron los diálogos por lo que se dijo: "Parece que Darien es un muchacho muy atractivo, ¿no lo creen?."
En saga de Sailor Moon Stars original, por otra parte, tres personajes masculinos llamados "'Three Lights" cambiaban de sexo al transformarse en las Sailor Starlights, tres personajes femeninos. La forma en que tales escenas podían ser interpretadas como insinuaciones al travestismo y a la transexualidad llevó a que esta última temporada no fuera llevada al aire en los Estados Unidos. En Italia, asimismo, los dobladores decidieron alterar los diálogos de forma tal que pareciera que los Three Lights y las Starlights no eran las mismas personas.
En España, sin embargo, otro personaje de orientación homosexual llamado Ojo de Pez fue doblado por un actor masculino, quien intentaba darle a sus voz un tono más femenino, sin esconder la orientación sexual del personaje. En el doblaje español, además, el género y sexualidad de Haruka y Michiru permanecieron sin alteraciones; igual a como ocurrió en la versión hispanoamericana. Si bien tanto en España como en Hispanoamérica los Three Lights fueron interpretados como hombres que se convertían en las tres femeninas Starlights (y viceversa), solo en España los Three Lights eran doblados por las mismas actrices femeninas que prestaban sus voces a las Starlights, quienes intentaban dar cuenta del cambio al adoptar un tono "más masculino" cuando volvían a interpretar a los jóvenes Three Lights.
En Chile, el entonces vespertino La Hora, publicó el 29 de diciembre de 1997 un polémico informe sobre el contenido sexual de la serie, señalando el homosexualismo y lesbianismo presente, y enfatizando para ello la relación entre Haruka y Michiru. La serie, que en ese momento se emitía por Chilevisión en televisión abierta, y por ETC TV y la señal argentina Big Channel en televisión de pago, atravesaba por una gran popularidad, emitiéndose entre cinco y seis veces al día. La relacionadora pública de ETC señaló en ese momento que las escenas polémicas habían sido recortadas por el canal, y que solo Chilevisión había emitido la animación completa.

## Doblaje al español
- El doblaje en España fue realizado por 3 empresas distintas. Las 3 primeras temporadas (Sailor Moon, Sailor Moon R, Sailor Moon S) fueron dobladas por Vulpi Yuri. El doblaje de la cuarta temporada estuvo a cargo de la compañía Tecnison. Por último, el doblaje de Sailor Moon Sailor Stars fue realizada por la empresa Alamis Doblaje, encargado por Arait Multimedia.[316][317]

- El doblaje para Hispanoamérica quedó a cargo de la compañía INTERTRACK S.A. de C.V. en México a manos de Gloria Rocha, la cual respetó los diálogos originales en japonés y el guion se traducía directamente de un libreto inglés hecho en Japón aunque los nombres fueron cambiados por los usados en la versión canadiense durante los primeros 65 episodios mientras que los apellidos se quedaban igual, pero a partir de la mitad (desde el episodio 66) de la segunda temporada, la dirección de doblaje cambió a manos de Patricia Acevedo (quien doblaba a Sailor Moon), así mismo como la producción empezó a traducir directamente del guion japonés sin usar los guiones en inglés de los japoneses, además que dejó de haber la exigencia de respetar los nombres canadienses, todos los personajes que debutaron a partir de ese episodio conservarían su nombre original (causando problemas en los nombres de los personajes, un claro ejemplo de esto es que antes del cambio Sailor Pluto se llamaría Rina como se escucha en un episodio, para luego llamarse Setsuna como en el original japonés).

## Mitología, astronomía y mineralogía
Para crear el tema argumental del manga y anime Sailor Moon, Naoko Takeuchi se basó en principios de tres ciencias, la Mitología, la Astronomía y la Mineralogía.

### Mitología
Para dar las bases mitológicas de la obra, Naoko Takeuchi empleó la leyenda japonesa del conejo de la Luna.
En el argumento de Bishōjo Senshi Sērā Mūn, por otra parte, podemos tomar muchos referentes tomados de algunas leyendas y personajes de la mitología griega. La historia del pasado de la Princesa Serenity está inspirada en el mito de Selene y Endimión.
 Más adelante, el nombre de Elysion (que recibe la tierra natal de Endymion y del propio Helios, el Pegaso) proviene a su vez del vocablo griego antiguo para designar a los Campos Elíseos; los cuales cumplían un rol similar, como una especie de paraíso, dentro de la mitología.

### Astronomía
Naoko Takeuchi se inspiró de los nombres de los astros del Sistema Solar para sus personajes, a cada planeta le dio una guardiana que protegería al Reino de la luna de los ataques de otras galaxias.

### Mineralogía
La mayoría de los villanos tienen nombres basados en minerales, salvo las siguientes excepciones: An y Ail (Ann y Alan), Faraón 90 y Fantasma de la Muerte.
Los nombres del Cuarteto Amazonas y las Shadow Galactica están basados en la mitología.
A continuación, una lista con los nombres y su palabra base/inspiración:

#### Dark Kingdom
- Jedite (Jadeite) = Jade
- Neflyte (Nephrite) = Nefrita
- Zyocite (Zoisite) = Zoisita
- Malachite (Kunzite) = Kunzita/Malaquita
- Reina Beryl = Berilo
- Reina Metalia = Metal

#### La familia de la luna negra
- Rubeus (Crimson Rubeus) = Rubí
- Esmeralda (Green Emeraude) = Esmeralda
- Zafiro (Blue Sapphire) = Zafiro
- Príncipe Diamante (Prince Demand) = Diamante
- Karmesite (Kōan) = Quermesita (Contraparte de Sailor Mars)
- Berjerite (Beruche) = Berthierita (Contraparte de Sailor Mercury)
- Calaberite (Calaveras) = Calaverita (Contraparte de Sailor Venus)
- Petzite (Petz) = Petzita (Contraparte de Sailor Júpiter)

#### Los cazadores de la muerte
- Caolinet = Caolinita
- Yuyal = Eudialita
- Mimet= Mimetita
- Teliu = Telurita
- Vilu = Viluita
- Cyphrin y Petril (Cyprine y Ptilol) = Siprina y Ptilolita
- Profesor Seuchi Tomoe
- Hotaru = Dama 9

#### El Circo de la Luna Muerta
- Reina Neherenia (Queen Nehellenia) = Nefelina o nepherine, también se refiere a la diosa teutónica Nehallenia[323]
- Zirconia = Circonio
- Zircón = Zircón
- Trío de amazonas
  - Ojo de Tigre = Ojo de tigre (piedra preciosa)[323]
  - Ojo de Halcón = Variedad azulada del Ojo de tigre (piedra preciosa)[323]
  - Ojo de Pez = Nombre alternativo de la apofilita[323]

(Las últimas tres son gemas del mismo nombre)
- Cuarteto de amazonas
  - CereCere o Sailor Ceres = El planeta enano Ceres[324] y/o la diosa romana Ceres
  - ParaPara o Sailor Pallas = El asteroide Pallas[324] y/o la diosa griega Pallas Atenea
  - JunJun o Sailor Juno = El asteroide Juno[324] y/o la diosa romana Juno
  - VesVes o sailor Vesta = El asteroide Vesta[324] y/o la diosa romana Vesta

En el manga las últimas 4 se convierten en las sailor asteroids, las protectoras de Chibiusa quienes se van a esperarla en el siglo XXX hasta que acabe su entrenamiento de sailor.

### Sailor AnimaMates
- Sailor Iron Mouse = Ratón de Hierro[325]
- Sailor Aluminum Siren = Sirena de Aluminio
- Sailor Lead Crow = Cuervo de Plomo[326]
- Sailor Tin Nyanko = Gato de Hojalata[327]
- Sailor Heavy Metal Papillion = Mariposa de Metal[328]
- Sailor Lethe = Lete Guardiana del Río del Desierto del olvido[329]
- Sailor Mnemosyne = Mnemósine Guardiana del Río del Desierto del recuerdo[330]
- Sailor Phi = Φ φ Fi PHI (fai) Una letra del alfabeto griego[331]
- Sailor Chi = X Ji (kay) Una letra del alfabeto griego[331]
- Sailor Titanium Kerokko = Rana de Titanio
- Sailor Pewter Fox = Zorra de Peltre

Nota: Heavy Metal papillion, Chi, Phi, Lethe y Mnemosyne son únicas del manga y las últimas dos son de una obra teatral titulada: Sērā Myu en 1997.

## Recepción

### En Japón
El manga ganó el Premio de Manga de Kodansha en 1993 en la categoría de shōjo.
La primera serie de anime, creada en los años 90, había sido planteada inicialmente para tener una duración de solo seis meses. Sin embargo continuó transmitiéndose repetidamente debido a su popularidad, y solo concluyó después de una larga emisión de cinco años. En Japón, la misma salía al aire cada sábado por la noche en el horario prime time, y obtuvo índices de audiencia televisiva de 11-12% durante la mayor de su transmisión. Varios comentaristas detectan en la adaptación de anime «un tono más shonen», apelando a un público más amplio que en el del manga original, cuyo foco y target evidente apuntaba directamente a las chicas adolescentes (shojo). La franquicia de Sailor Moon es una de las más exitosas que Japón haya tenido, llegando a producir 1500 millones de dólares en ventas de mercancías durante los primeros tres años. Diez años después de su terminación, se destacó entre las primeras treinta seleccionadas en un ranking de las mejores 100 mejores series de anime, realizado en 2005 y 2006 por TV Asahi. El anime ganó el Anime Grand Prix de la revista Animage en 1993. Las ventas de muñecas de Sailor Moon superaron a las de Licca-chan en la década de 1990. Mattel sugirió que esto se debía a la mezcla de "moda-acción" que las primeras contenían, puesto que sus accesorios incluían tanto artículos de moda como las armas de las Sailor Senshi.

### En el resto del mundo
La obra también ha sido popularizada a nivel internacional. España y Francia fueron los primeros países fuera de Japón en transmitir la serie animada de los años 90, a partir de diciembre de 1993. Antes de que América del Norte tomara la franquicia para la adaptación en inglés, otros países y localidades siguieron el ejemplo, como Australia, Corea del Sur, Italia, México, Chile, Perú, Brasil, Suecia, Hong Kong y Filipinas (donde se convirtió en uno de los principales éxitos de una cadena televisiva filipina, a tal punto que llegó a convertirse en el tercero más grande del país). En 2001, el manga de Sailor Moon se convirtió en el más vendido que Tokyopop haya tenido en su historia, superando la venta de sus otros superventas al menos en una media de 1,5. En mayo de 1999 Diamond Comic Distributors's colocó el volumen tres del mismo en la posición N º 1 en su categoría «Novela gráfica y tapa rústica» del ranking de los libros de historietas más vendidos en los Estados Unidos.
Los críticos han elogiado a la serie animada por su retrato de fuertes lazos de amistad, así como por su gran elenco de «personajes notablemente diferentes cuyos caracteres adquieren diferentes dimensiones y aspectos a medida que continúa la historia; así como también por su «capacidad de atraer a un público más amplio». El escritor Nicolás Penedo atribuye su éxito a la fusión que realiza del género Mahō shōjo ("chicas mágicas") con los equipos de lucha del género Super Sentai. De acuerdo a Martha Cornog y Timothy Perper, Sailor Moon alcanzó una gran popularidad debido a que contenía un gran nivel de acción «fuertemente representado en escenas de lucha y rescate"» y debido a «su énfasis en los sentimientos y las relaciones», entre ellos algunos «romances sexis» como el que hay entre Usagi y Mamoru. El romance entre estos dos personajes ha sido frecuentemente visto como un arquetipo, en el cual los enamorados son «algo más que la suma de sus partes, con la promesa de estar juntos para siempre». En contraste, otros consideran la obra como una «serie cursi y melodramática». La crítica también ha calificado negativamente el uso reiterado en varios capítulos de la misma fórmula, «los monstruos del día», y los montajes de archivos.
Patrick Drazen, por su parte, señala que cada temporada combina dos tipos de villanos, el famoso «monstruo del día» y «aquellos que tienen pensamiento y sentimientos humanos». Aunque esto es común en los animes y manga, este tipo de formato combinado es «casi desconocido en Occidente». A pesar de la popularidad aparente de la serie entre los fanáticos occidentales del anime japonés, la versión doblada al inglés recibió inicialmente bajos índices de audiencia en los Estados Unidos, y su edición en DVD no tuvo buen nivel de ventas en el Reino Unido. Anne Allison atribuye la falta de popularidad en los Estados Unidos principalmente a la pobre campaña de marketing (en los Estados Unidos, la serie se transmitía inicialmente en un horario inadecuado para el tipo de audiencia infantil a la que iba dirigida - los días de la semana a las 9:00 a. m. y 2:00 p. m.). Ejecutivos relacionados con la franquicia sugirieron que la pobre comercialización del producto jugó un papel importante. Helen McCarthy y Jonathan Clements fueron más lejos, acusando a los responsables del doblaje de "falta de interés", y sugiriendo que Sailor Moon fue puesta en horarios inadecuados en respuesta a los intereses de algunos grupos locales. El distribuidor británico, MVM Films, atribuyó las bajas ventas en el Reino Unido al hecho de que las copias de DVD solo contenían la versión doblada, así como a la negativa de las principales tiendas a apoyar el programa; lo que condujo a que la edición en DVD no tuviera ningún atractivo ni para los niños ni para los fanes mayores del anime.
Tanto el manga (por medio de Editorial Vid) como la serie animada fueron difundidos en México en dos ocasiones, con un trabajo de doblaje en cierta medida basado en el estadounidense ya que se cambiaron varios nombres (Serena en lugar de Usagi o Amy en lugar de Ami) y el uso de términos como el de "Sailor Scouts". El anime fue emitido por los canales de TV Azteca en 1996, originalmente por Canal 13 (hoy Azteca 13) los fines de semana en el programa infantil "Caritele" y posteriormente por TV7 (Azteca 7) en un horario vespertino. La serie no se había vuelto a emitir en televisión abierta en México desde el año 2001, en especial después de que la asociación con Disney a fines de 1998 ha hecho que TV Azteca le dé preferencia a las series de esta productora, solo haciendo una excepción con Saint Seiya (Caballeros del Zodiaco), al haber sido esta última un fenómeno en México. No fue sino hasta agosto de 2017 que la serie volvió a emitirse.
La versión censurada de EE. UU. fue emitida hasta la tercera temporada, momento en que fue rápidamente sacada del aire debido a la falta de espectadores, que la consideraban «mediocre» en comparación con la versión original, con la cual fue finalmente reemplazada.
Debido al sentimiento antijaponés de los surcoreanos, en Corea del Sur la exhibición de buena parte de los productos mediáticos japoneses fue prohibida durante muchos años. Un productor de KBS declaró que «ni siquiera se molestó en tratar de comprar los derechos de Sailor Moon» porque pensó que esta no pasaría los controles de censura locales; pero ya a partir de mayo de 1997, la versión animada se emitía en KBS2 sin problemas, alcanzando una «enorme popularidad».
En su libro publicado en 2007, Manga: La guía completa, Jason Thompson califica con 3/4 estrellas la versión del manga. Tras declarar su aprobación hacia la «mezcla de estilos shōnen y shōjo», agrega que las escenas de combate parecen muy influidas por las del anime Saint Seiya, pero más cortas y menos sangrientas, teniendo en cuenta que el propio manga ya parece de por sí muy similar a los programas Super Sentai. Si bien el autor describe la serie como divertida y entretenida, considera el uso reiterado de la misma trama en casi todos los capítulos como una desventaja tal que ni siquiera el aumento en la calidad de los dibujos había sido capaz de compensarla; aun así, sostiene que sigue siendo un «entretenimiento dulce y eficaz». El autor afirma además que, si bien el público de Sailor Moon es a la vez masculino y femenino, Takeuchi no recurrió a un excesivo fanservice con el fin apelar al público masculino, lo cual le evitó el riesgo de perder a su público femenino. Thompson también cree que las escenas de lucha no son demasiado físicas, sino que «se reducen a su forma más pura, como un mero choque de voluntades»; algo que, según sostiene el crítico, «tiene sentido dada la temática tratada» en el manga.
Al comparar el manga y el anime, Sylvian Durand señala en primer lugar que las ilustraciones del manga son hermosas, pero que la narración está más comprimida y errática, mientras que el anime tiene más desarrollado el carácter de los personajes. Durand siente que el relato de «la caída del Milenio de Plata» es contado con «un mayor sentimiento de tragedia» en el manga, proporcionando a su vez más detalles sobre los orígenes de los Shitennō sobre la batalla final de Usagi contra Beryl y Metalia. Durand cree que el anime deja de lado información que haría que la historia «sea más fácil de entender», pero juzga al anime cómo más "coherente", con un mejor equilibrio entre la comedia y la tragedia; mientras que el manga es «más trágico y más centrado en el romance de Usagi y Mamoru».
Durante la semana del 11 al 17 de septiembre de 2011, el primer volumen reeditado del manga fue el más vendido en la lista de los mangas más vendidos del New York Times; mientras que su precuela, el primer volumen de Codename: Sailor V, alcanzó el segundo lugar. La primera tirada del primer volumen se agotó luego de cuatro semanas.

## Legado

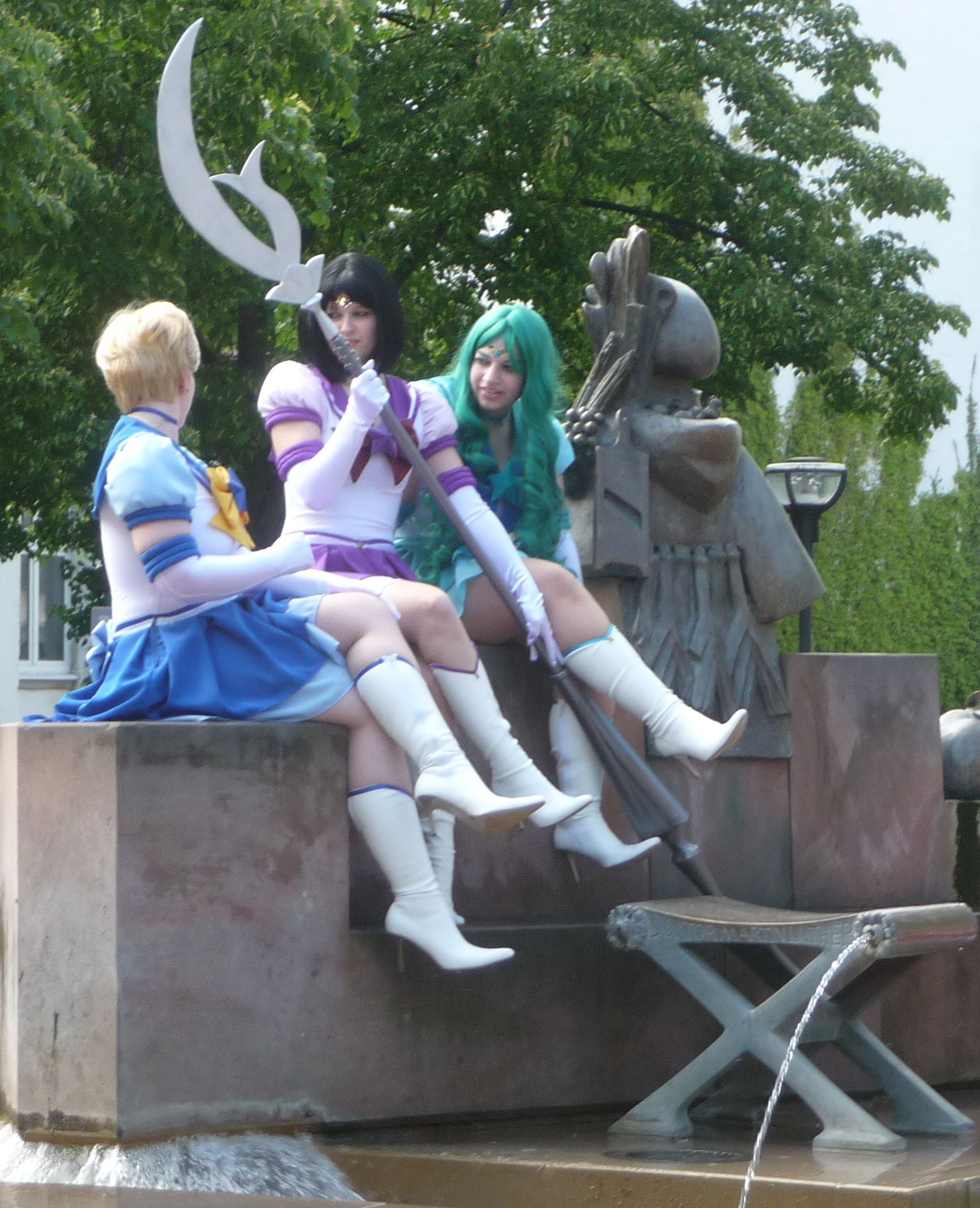
Imagen de unas cosplayers vestidas como los personajes de Sailor Uranus, Sailor Saturn y Sailor Neptune, respectivamente, y transformadas en su última fase.

Este anime ha sido citado en muchas ocasiones como responsable de la revitalización del género Shojo magical girl, gracias a la incorporación de heroínas dinámicas y argumentos basados principalmente en la acción. Después de su éxito, aparecieron muchos otros títulos que copiaban la misma fórmula, como Magic Knight Rayearth, Wedding Peach, Nurse Angel Ririka SOS, Revolutionary Girl Utena, Sakura Card Captor, Kamikaze Kaito Jeanne y Saint Tail, los cuales deben gran parte de su éxito a la popularidad de Sailor Moon. Esta fue considerada en su momento como «el mayor avance en series de anime dobladas al inglés hasta 1995», cuando se estrenó en YTV, y también fue llamada «la máxima expresión en anime de estilo shōjo para niños pequeños». Matt Thorn señala que después de la aparición de esta serie, el shōjo manga comenzó a ser vendido en librerías comunes y corrientes, y no solamente en aquellas librerías dedicadas principalmente a la venta especializada de cómics. A Sailor Moon se le atribuye el haber generado una mayor tendencia a leer shōjo manga entre las niñas. Gilles Poitras define a toda una generación de fanes del anime como «aquéllos que conocieron el anime por primera vez a través de Sailor Moon en la década de 1990», señalando que eran mucho más jóvenes que otros fanes, así como también niñas jóvenes en su mayoría.
Críticos como el autor Fred Patten reconocen que la obra de Takeuchi tuvo mucho que ver con la popularización del concepto de un equipo de «chicas mágicas» guerreras al estilo Super Sentai, y Paul Gravett atribuye a la serie la «"revitalización" del género magical girl en sí mismo». También es considerada como la fuente de un cambio radical en el género, a partir del cual un nuevo tipo de heroína debía «usar sus poderes para luchar contra el mal», y no «sólo para divertirse» como habían hecho hasta entonces todas las anteriores chicas mágicas.
En Occidente, a veces se asoció a Sailor Moon con los movimientos feministas o de Girl Power y con un discurso que animaba a los espectadores a «creer en ellos mismos»; especialmente a través de las caracterizaciones «creíbles, carismáticas e independientes» de sus protagonistas, las Sailor Senshi; lo cual en Francia fue interpretado en su totalidad como una «forma inequívoca de postura feminista». A pesar de que es vista como una historia que anima a las niñas a "confiar en sí mismas", o como una serie con grandes tendencias feministas evidentes por la naturaleza agresiva y fuertes personalidades de sus mujeres protagonistas, hay que señalar que se trata de un tipo específico de concepto feminista, en el cual «los ideales femeninos tradicionales [son] incorporados a personajes que actúan en modos tradicionalmente asociados a lo masculino». Si bien las Sailor Senshi son luchadoras fuertes e independientes que combaten el mal (el cual es, generalmente, un estereotipo de personaje masculino), también están perfectamente feminizadas a partir del uniforme y los accesorios que componen su disfraz de guerreras mágicas; disfraz que «enfatiza fuertemente la presencia de joyas, maquillaje, así como trajes altamente erotizantes (amplio escote, falda corta, y cintura acentuada)».
Los rasgos femeninos más notables en las Sailor Senshi (y en la mayoría de los personajes de sexo femenino en los mangas para niñas) son sus cuerpos delgados; piernas extremadamente largas y, en particular, los ojos grandes, redondeados y brillantes. Éstos son comúnmente vistos como el principal recurso expresivo de los dibujantes a la hora de mostrar las emociones de un personaje; por ejemplo, los personajes sensibles suelen tener ojos más grandes que los menos sensibles. Los personajes masculinos, a su vez, suelen tener ojos más pequeños y menos brillantes en comparación con los de los femeninos. El estereotipo de mujer en la cultura japonesa le atribuye el rol de quien va a desarrollar sentimientos «románticos y amorosos» más intensamente; por esta razón, la prevalencia de cualidades "hiper-femeninas" como la franqueza casi transparente del ojo femenino (en los mangas para niñas), está claramente expuesta en una obra como Sailor Moon. Por lo tanto, esta hace hincapié en un tipo de modelo feminista que combina la clásica acción masculina con el tradicional afecto de la mujer, al igual que su sexualidad, a través de sus protagonistas. Los personajes también han sido descritos como «sardónicos estereotipos»; calificando en particular al personaje protagónico, Usagi Tsukino, de «nada feminista», debido a que su clase favorita en la escuela es la economía doméstica y su clase más odiada son las matemáticas. La creadora de la serie ha dicho que, para la creación del personaje de Usagi, se basó en ella misma; con el objetivo de reflejar su propia realidad. En 2005 TV Asahi hizo una encuesta de los 100 mejores animes japoneses donde solo el público japonés votó; la serie de Sailor Moon entró en los 20 mejores animes quedando en la posición º19 por encima de Neon Genesis Evangelion y por detrás de The Prince of Tennis.
Sailor Moon también ha sido comparada, a su vez, con Barbie, Mighty Morphin Power Rangers, Buffy the Vampire Slayer, y Sabrina, la bruja adolescente.
James Welker cree que el escenario futurista a partir de la segunda temporada ayuda a hacer del lesbianismo una existencia «naturalizada y pacífica». Yukari Fujimoto señala que si bien hay pocas «escenas lésbicas» en la historia, esta se ha convertido en un tema popular de los dōjinshi (obras de fanes) de estilo yuri. Fujimoto atribuye esto al tono "alegre" de la obra original, aunque indica que «a pesar de que parecen estar rodeados de lesbianas, la posición de los heterosexuales se muestra intensamente asegurada».
En los países de habla inglesa, Sailor Moon se convirtió en un objeto de culto para varios fanes de anime y estudiantes varones universitarios. Drazen considera que el Internet, medio nuevo que los aficionados utilizaban para comunicarse, jugó un papel importante en la popularidad de la historia. Los aficionados podían utilizar el Internet para comunicarse y hablar acerca de ella, organizar campañas para recuperar su difusión en EE. UU., compartir información sobre episodios que no se habían emitido todavía, o para escribir fan fiction. En 2004, un estudio mostró que había 3,335,000 sitios de internet sobre Sailor Moon, en comparación con los 491.000 que tenía Mickey Mouse. La revista NEO sugirió que parte del atractivo de la serie animada era que los aficionados se comunicaban, a través de Internet, las diferencias entre la versión original y la versión estadounidense (que fue sometida a una gran censura). Paradójicamente, en 1997, los fanáticos de la serie fueron descritos una vez como grupos «pequeños y dispersos». En una investigación realizada en los Estados Unidos, se vio que los niños prestaban mucha atención a las escenas de lucha, aunque cuando se les preguntó si Sailor Moon era un programa «violento» solo dos niños (de un grupo de doce) respondieron que sí, mientras que los otros diez prefirieron describir los episodios como «suaves» o «lindos».

## Relanzamiento internacional
En 2004, Toei recuperó el control de los derechos de distribución de la primera versión animada fuera de Japón. El 4 de febrero de 2010, comenzó las negociaciones para re-distribuir esta serie a nivel mundial por medio de licencias. En febrero de 2010 el programa volvió a Albania en su forma original. En marzo de 2010, una nueva Sailor Moon remasterizada regresó a la televisión italiana. Toei también declaró que si la serie volvía a ser popular en Italia, se iniciaría un renacimiento internacional.
Sin embargo, aún no se ha anunciado si la versión doblada en inglés volverá a ser relanzada. Cabe señalar que la versión en inglés solo consta de la mayoría de los episodios de la primera temporada así como la 2 ª, 3 ª y 4 ª temporada (menos los episodios especiales de la cuarta, SuperS). En 2009, Funimation anunció que estaba considerando realizar un re-doblaje completo de la serie animada de los años 90, e incluyó dicha opción en una encuesta donde se le pidió a la gente que eligiera cuál debía ser el próximo proyecto de la empresa. Los resultados de la encuesta aún no fueron anunciados al público.
Finalmente fue VIZ Media quien tomó la licencia del primer anime de Sailor Moon para Estados Unidos en 2014; para dicha tarea, la compañía optó por hacer un nuevo doblaje desde cero, respetando los nombres originales y produciendo los 200 episodios, y las tres primeras películas; sin censurar escenas, capítulos o personajes, como lo hizo la producción de DIC Entertainment para la primera versión en inglés de Sailor Moon.
En el año 2010, Toei ofreció 200 episodios renovados de la primera serie de anime de Sailor Moon en el evento de MIPTV de Cannes. También se programó una nueva emisión de la serie a partir de agosto de 2010 en el canal TVB J2 de Hong Kong. La misma regresó a la televisión portuguesa en enero de 2011, año para el cual también se decidió su llegada a África. Toei comenzó a licenciar los derechos de emisión de episodios restaurados de la serie en países en los que esta no había sido antes transmitida; entre ellos Israel, donde el programa comenzó a emitirse en enero de 2011. En diciembre de 2011 esta versión de Sailor Moon fue transmitida por tercera vez en Polonia (la primera vez había sido en 1995 y, la segunda, en 2000). El 23 de enero de 2012 ABS-CBN comenzó a emitir de nuevo la serie original con un nuevo doblaje en idioma tagalo, 11 años después de su primer debut en Filipinas en TV5. ABS-CBN la transmite diariamente en su canal principal y también semanalmente, en formato "maratón" para series de anime, a través de su canal de cable temático, HERO.
En 2011, la filial norteamericana de Kōdansha, Kōdansha USA, anunció que iba a publicar el manga de Sailor Moon en inglés, junto con su precuela, Codename wa Sailor V. Ambos cómics salieron a la venta el 13 de septiembre de 2011. El manga estaba siendo publicado en forma bimestral,.. por lo que los siguientes volúmenes de ambas series salieron a la venta el 15 de noviembre de 2011.
En 2012, la empresa mexicana Towers Entertainment comenzó el lanzamiento de una edición especial en DVD del primer anime, bajo el nombre de "Talk Box". Hasta la fecha han lanzado la mitad de la serie en 5 volúmenes con las dos primeras temporadas y la mitad de la tercera temporada de la serie.
Ese mismo año, Toei Animation anunció la realización de un segundo anime de la obra. Esta segunda adaptación animada fue titulada Sailor Moon Crystal y su primer episodio salió al aire en Japón el 5 de julio de 2014. El productor Atsutoshi Umezawa dijo que la nueva serie no es una adaptación o una continuación de la serie original. Por el contrario, se trata de una adaptación más fiel del manga creado por Naoko Takeuchi, por lo que vuelve a empezar la historia desde cero.